# Letteratura dell'orrore
La letteratura dell'orrore, comunemente detta horror (prestito dall'inglese), è un genere che mira a suscitare nel lettore sentimenti di ribrezzo, di repulsione, di spavento o di raccapriccio. Tramite la commistione della realtà quotidiana con elementi di carattere soprannaturale o surreale o tramite l'inserimento inatteso di circostanze non razionali, ipotizzando situazioni che destabilizzano le sicurezze acquisite nel lettore, vengono in questi instillate emozioni e sensazioni di paura.

## Caratteristiche salienti
Una narrazione si può definire dell'orrore quando, agendo sulla fallacia delle percezioni sensoriali e sulle differenze soggettive della rappresentazione del reale, descrive possibili irruzioni di elementi irrazionali nella vita quotidiana e ne immagina le conseguenze, spesso connotate da reazioni violente e da sviluppi estremi, talora altamente drammatici e tragici.
Il tipico racconto dell'orrore alimenta le paure ancestrali radicate nell'inconscio collettivo dell'essere umano, come quelle:
- per la morte e per le incognite che si celano nel mistero dell'esistenza,
- per il buio e per i luoghi inesplorati,
- per l'isolamento o per la perdita delle relazioni con le persone care,
- per il sovvertimento delle regole della scienza e della vita sociale,
- per l'ignoto e le "forze" incomprensibili dell'Universo.

Spesso l'autore del romanzo horror deforma, in modo a volte sensazionalistico e grottesco, le convinzioni presenti nelle fedi religiose, oppure enfatizza i contenuti emozionali e istintivi che si annidano nei rapporti sentimentali o nelle relazioni erotiche.
Alle volte, più banalmente, l'horror fa leva sulle comuni ossessioni e sulle fobie più diffuse nella psiche umana, ed ottiene reazioni forti ed immediate facendo leva:
- sull'istinto di conservazione,
- sul disgusto provocato dalla malattia (fisica e mentale) o dalle deformità,
- sull'angoscia suscitata dalla violenza e dal dolore,
- sul disagio dovuto a condizioni di vita estrema, esposta alle avversità climatiche,
- sulla reazione al contatto con certi animali ripugnanti (insetti, serpenti, ecc.).

L'orrore letterario trae origine dalle contrapposizioni violente dei rapporti umani, che vengono spinte ai limiti del paradosso, con percorsi e contenuti a tratti persino grotteschi ed ironici, e quindi in modo analogo, sia pure con maggiori estremismi, ai contenuti tipici del racconto tragico della classicità. Proprio come le cosiddette tragedie dell'orrore della tradizione greca e shakespeariana, il romanzo horror ricava gran parte della sua attrattiva dall'effetto catartico che si genera spontaneamente nel lettore, dopo che questi è stato messo brutalmente a confronto con le sensazioni più forti ed estreme, tali da far apprezzare con sollievo il ritorno all'esistenza normale.
Analogamente alla letteratura poliziesca o gialla, la narrazione horror si serve spesso della tecnica della suspense per mezzo della quale, insinuando progressivamente dubbio o senso di attesa circa gli sviluppi narrativi, determina nel lettore l'ansiogena sensazione di temere e, al tempo stesso, trepidare per la sorte dei personaggi principali e per quelle che saranno le rivelazioni e gli sviluppi presenti nella conclusione del racconto.
Oggetto imprescindibile del racconto horror è la presenza di elementi soprannaturali e/o inspiegabili, senza i quali il racconto, per quanto possa avvalersi di ambientazioni e situazioni tipiche dell'horror, oppure determinare effetti psicologici analoghi, non è inscrivibile in questo genere, ma può eventualmente rientrare nella letteratura gialla, thriller o noir.

## Storia

### XVIII secolo
Sebbene si trovino episodi di carattere precipuamente orrorifico in opere antichissime (tanto nei poemi epici, quanto negli scritti sacri: si vedano l'Odissea, la Bibbia, la Farsaglia), medievali (l'Inferno di Dante, alcune novelle di Giovanni Boccaccio) o successivi (ad esempio alcune opere di Shakespeare, Tasso, ecc.), la letteratura a carattere orrorifico ha mosso i suoi primi passi significativi come genere autonomo solo con l'avvento del romanticismo e si è alimentata del crescente gusto per il mistero, per il fantastico ed il soprannaturale, radicato soprattutto nei salotti degli intellettuali post-illuministici, quasi come speculazione sorta per reazione all'eccesso di sicurezza derivanti dalle sempre più diffuse scoperte scientifiche.
Nell'alveo della cultura preromantica, preannunciata dalla poesia cimiteriale, a partire dagli anni settanta del Settecento si sviluppò in Inghilterra un particolare genere di narrazione, il romanzo gotico, caratterizzato da atmosfere e trame particolarmente oscure, misteriose e inquietanti, ambientate in castelli diroccati, abbazie isolate e luoghi solitari. I protagonisti erano quasi sempre giovani nobili e fanciulle vergini vessate da aguzzini diabolici, spesso appartenenti al clero, aiutati da banditi senza scrupoli. La componente sovrannaturale (la presenza di fantasmi e dèmoni, lo scatenarsi di forze infernali ecc.) era quasi sempre al centro della narrazione, sebbene in alcuni casi essa venisse spiegata razionalmente alla fine del romanzo.

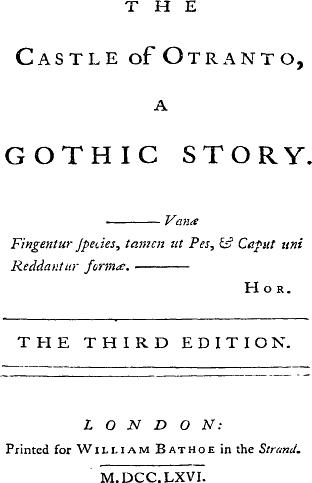
Il frontespizio della terza edizione de Il castello di Otranto (1766)

Il capostipite del romanzo gotico è Il Castello di Otranto (1764) di Horace Walpole (1717-1797), che può essere considerato la prima vera storia di fantasmi (ghost story) della letteratura moderna. Il romanzo è ambientato a Otranto, nel Regno di Sicilia, all'epoca delle crociate, e narra una storia di dinastie e delitti miscelando realtà e sovrannaturale. La seconda edizione del romanzo aveva come sottotitolo proprio A Gothic Story (“Una storia gotica”): il termine gotico, relativo alla corrente artistica riguardante le chiese tardo-medievali (XII-XVI secolo) nelle quali spesso erano ambientati i romanzi, passò da allora a definire il nuovo genere.
Al romanzo di Walpole seguì, negli anni settanta e ottanta del secolo, un numero enorme di romanzi, la gran parte di scarso rilievo letterario e tra i quali è doveroso ricordare soltanto Il vecchio barone inglese (1778) di Clara Reeve e Vathek (1785) di William Beckford.

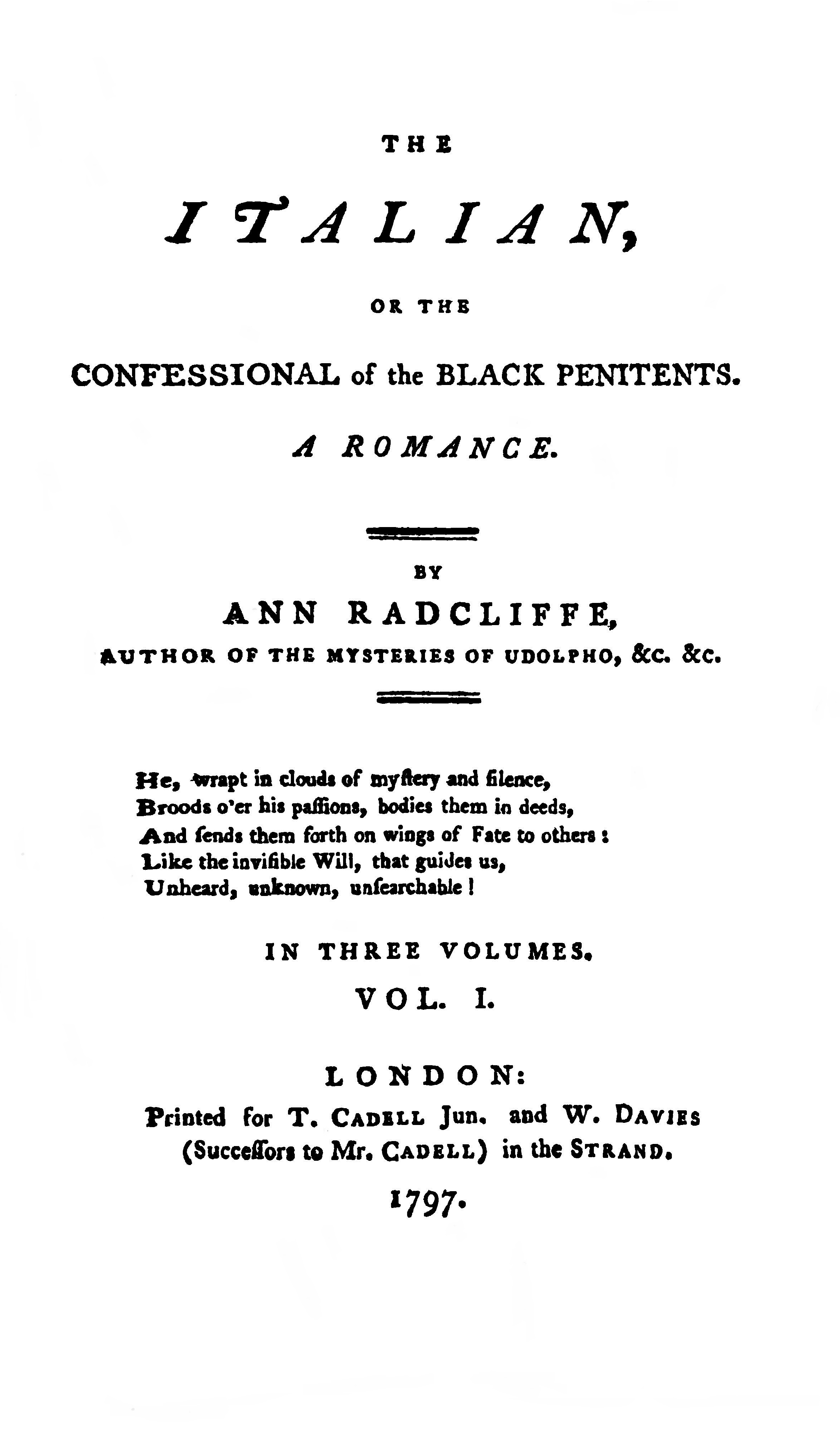
Il frontespizio della prima edizione de L'italiano (1797)

Soltanto con Ann Radcliffe (1764-1823) si arrivò a degli esiti originali, che non fossero semplicemente delle copie pedisseque del romanzo di Walpole. I romanzi della scrittrice, infatti, presentano delle trame più elaborate, un gusto più raffinato per il mistero, la meraviglia e il terrore, e la tendenza a rimuovere il sovrannaturale. Nel 1790 pubblicò Romanzo siciliano che fu la prima vera opera gotica di Ann Radcliffe, la novella infatti esplora i misteri e gli orrori sepolti della potentissima aristocrazia siciliana. La sua fama crebbe ancora nel 1794, con la pubblicazione de I misteri di Udolpho. Il romanzo narra la storia della giovane Emily St. Aubert e delle sue disavventure in castelli tenebrosi, vessata da un brigante italiano. Nel 1797 l'autrice pubblicò un romanzo altrettanto noto, L'italiano, o il confessionale dei penitenti neri.
Nella stesura de L'italiano la Radcliffe fu probabilmente influenzata da un altro celebre romanzo, pubblicato nel 1796, Il monaco di Matthew Gregory Lewis (1775-1818). La storia è quella del monaco Ambrosio, una figura demoniaca, autore di spaventose nefandezze. L'opera ha un'importanza forse ancora maggiore rispetto ai romanzi della Radcliffe, sia perché in esso viene posto l'accento sull'orrore e sul macabro piuttosto che sul terrore e sul sublime, sia per l'attenzione rivolta alla sessualità e alle perversioni ad essa legate (lo stupro, l'incesto, ecc.). Esso presenta inoltre una forte componente sovrannaturale, che sarà centrale in quasi tutta la narrativa dell'orrore.
Dagli anni novanta del Settecento in poi la letteratura gotica godette di molto successo in tutta Europa. Notevole fu il suo influsso (specie quello de Il monaco) sulla narrativa del marchese de Sade, caratterizzata da situazioni erotiche al limite dell'assurdo, tanto che molti critici hanno classificato i suoi romanzi, o parte di essi (Justine o le disavventure della virtù), nel filone gotico. Lo scrittore francese, autore di romanzi libertini, ma incentrati perlopiù su descrizioni di violenze sessuali e tortura, può essere considerato uno dei precursori del filone horror basato sulla violenza estrema ed esplicita anziché sul soprannaturale e la paura vera e propria: il più rappresentativo lavoro è il romanzo incompiuto Le 120 giornate di Sodoma (circa 1785). 
Ma dopo il romanzo di Lewis, la qualità e l'originalità andarono perdendosi gradualmente per scomparire ben presto del tutto.

### XIX secolo

#### Il romanzo gotico nell'Ottocento
Una breve ripresa del genere (ma in realtà si tratta già di manifestazioni tardo-gotiche e romantiche) si ebbe nel triennio 1818-1820.
Nel 1818 venne pubblicato, infatti, il più celebre di tutti i romanzi gotici, Frankenstein di Mary Shelley (1797-1851). Il romanzo, in realtà, andrebbe considerato un erede del gotico e un precursore della fantascienza, piuttosto che un'opera inserita interamente nel solco della tradizione di Walpole. La storia sfugge ai canoni del genere: non sono presenti castelli diroccati, fanciulle perseguitate da monaci diabolici e signorotti sadici o fantasmi. Nonostante ciò, vengono mantenute le atmosfere cupe, che in certe parti del romanzo assumono toni ancor più lugubri. La storia di Victor Frankenstein e della sua Creatura rimane una delle più suggestive della letteratura ottocentesca e certamente una delle più influenti nel campo della letteratura dell'orrore. Mary Shelley pubblicò anche alcuni racconti dai toni gotici, tra i quali ricordiamo Metamorfosi, Il mortale immortale e Il malocchio.
Nel 1819 John William Polidori (1795-1821) pubblicò anonimo il racconto Il vampiro, considerato il prototipo di tutta la letteratura vampiresca successiva. È qui infatti che per la prima volta la figura del vampiro assume i tratti di un uomo aristocratico assetato di sangue, piuttosto che quelli di un demone folkloristico.
Il 1820 è l'anno di pubblicazione dell'ultimo romanzo inscrivibile nel genere gotico, Melmoth l'errante di Charles Robert Maturin (1782-1824). L'opera è incentrata sul patto con il Diavolo compiuto dal giovane John Melmoth per guadagnare l'immortalità.
In America il romanzo gotico non ebbe il successo riscosso in Inghilterra, ma ciò non toglie che la letteratura americana annovera al suo interno un discreto numero di opere ad esso riconducibili. Di particolare rilevanza sono i romanzi di Charles Brockden Brown (1771-1810): Wieland, o La trasformazione (1798), Ormond, o Il testimonio segreto (1799), Arthur Mervyn; or, Memoirs of the Year 1793 (1799-1800).
Vicine per tematiche al gotico sono le opere del tedesco Ernst Theodor Amadeus Hoffmann (1776-1822), che però si inserisce più in generale nella corrente romantica. Il romanzo Gli elisir del diavolo (1815-16) e i Racconti notturni (1816-17), tra i quali spicca L'uomo della sabbia, figurano ancora oggi tra le vette più alte raggiunte dai tedeschi nel campo della letteratura gotica e horror.

#### Edgar Allan Poe

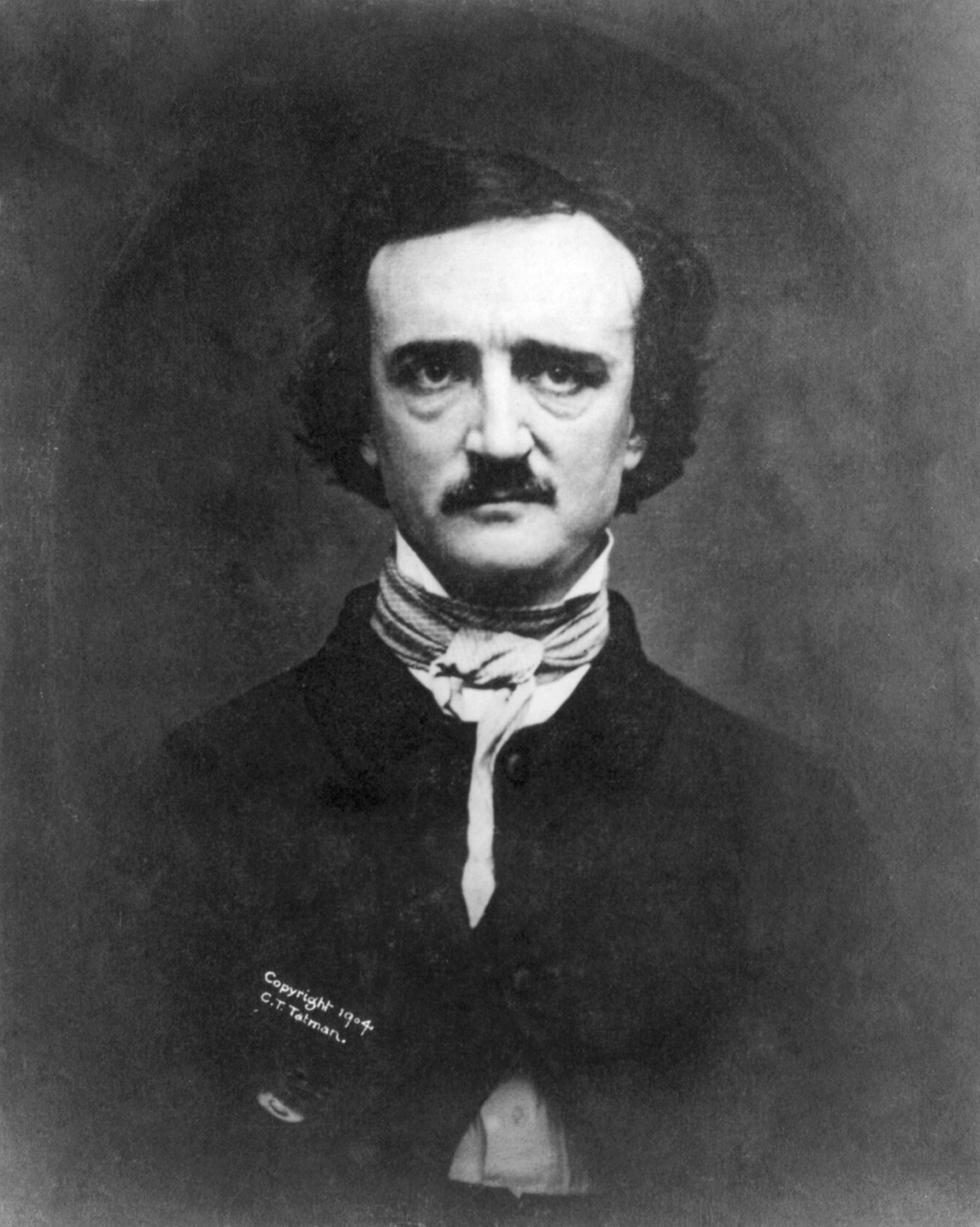
Edgar Allan Poe un anno prima della morte

La figura di Edgar Allan Poe (Boston, 19 gennaio 1809 – Baltimora, 7 ottobre 1849) rappresenta l'anello di congiunzione tra il genere gotico e l'horror moderno. Lo scrittore americano, infatti, può essere considerato il padre della letteratura dell'orrore: nei suoi racconti il terrore e l'orrore assumono altre forme, liberandosi dalle tipiche ambientazioni e personaggi del gotico.
Non sono più il fantasma, il castello diroccato e il malefico persecutore a caratterizzare il genere, ma un altro tipo di orrore declinato nelle sue varie espressioni. Così, l'orrore può essere richiamato da elementi gotici, come il castello (La caduta della casa Usher) e il fantasma/morto vivente (Ligeia), ma può anche essere legato a tematiche del tutto diverse: la sepoltura da vivi (La sepoltura prematura), la doppia personalità (William Wilson), il mare (Manoscritto trovato in una bottiglia, Una discesa nel Maelström), la malattia (La maschera della morte rossa), il mesmerismo (Rivelazione mesmerica, La verità sul caso di Mr. Valdemar), la tortura fisica e psicologica (Il pozzo e il pendolo) e soprattutto la follia omicida (Il gatto nero, Il cuore rivelatore, Il barile di Amontillado). In Poe sono presenti in nuce tutti i temi che caratterizzeranno la narrativa dell'orrore fino ai nostri giorni, meno uno, quello dell'orrore cosmico dell'ignoto, che sarà sviluppato da Hodgson, Machen e soprattutto da Lovecraft (sebbene un suo abbozzo possa essere riscontrato già nelle ultime pagine dell'unico romanzo di Poe, Le avventure di Gordon Pym). Nella narrativa dell'autore americano il genere acquista non solo autonomia, ma anche e soprattutto dignità letteraria: le pagine evocative, macabre e poetiche di Poe rimangono ancora oggi tra le più memorabili dell'intera letteratura ottocentesca.

#### L'Ottocento durante e dopo Poe
L'Ottocento è la prima epoca di vero sviluppo dell'horror, ormai codificato dalla narrativa di Poe. Alcune manifestazioni sono persino contemporanee alla produzione dello scrittore di Boston: ricordiamo i romanzi e racconti di Nathaniel Hawthorne (La casa dei sette abbaini, Il fauno di marmo, La figlia di Rappaccini, Il giovane Goodman Brown, L'esperimento del dottor Heidegger ecc.), Edward George Bulwer-Lytton (Zanoni, La casa e il cervello), Thomas de Quincey (Suspiria de Profundis), Frederick Marryat (The Phantom Ship), Prosper Mérimée (La venere d'Ille, Mateo Falcone), Théophile Gautier (La morta innamorata, Jettatura, Il romanzo della mummia, Arria Marcella, Il piede di mummia ecc.).

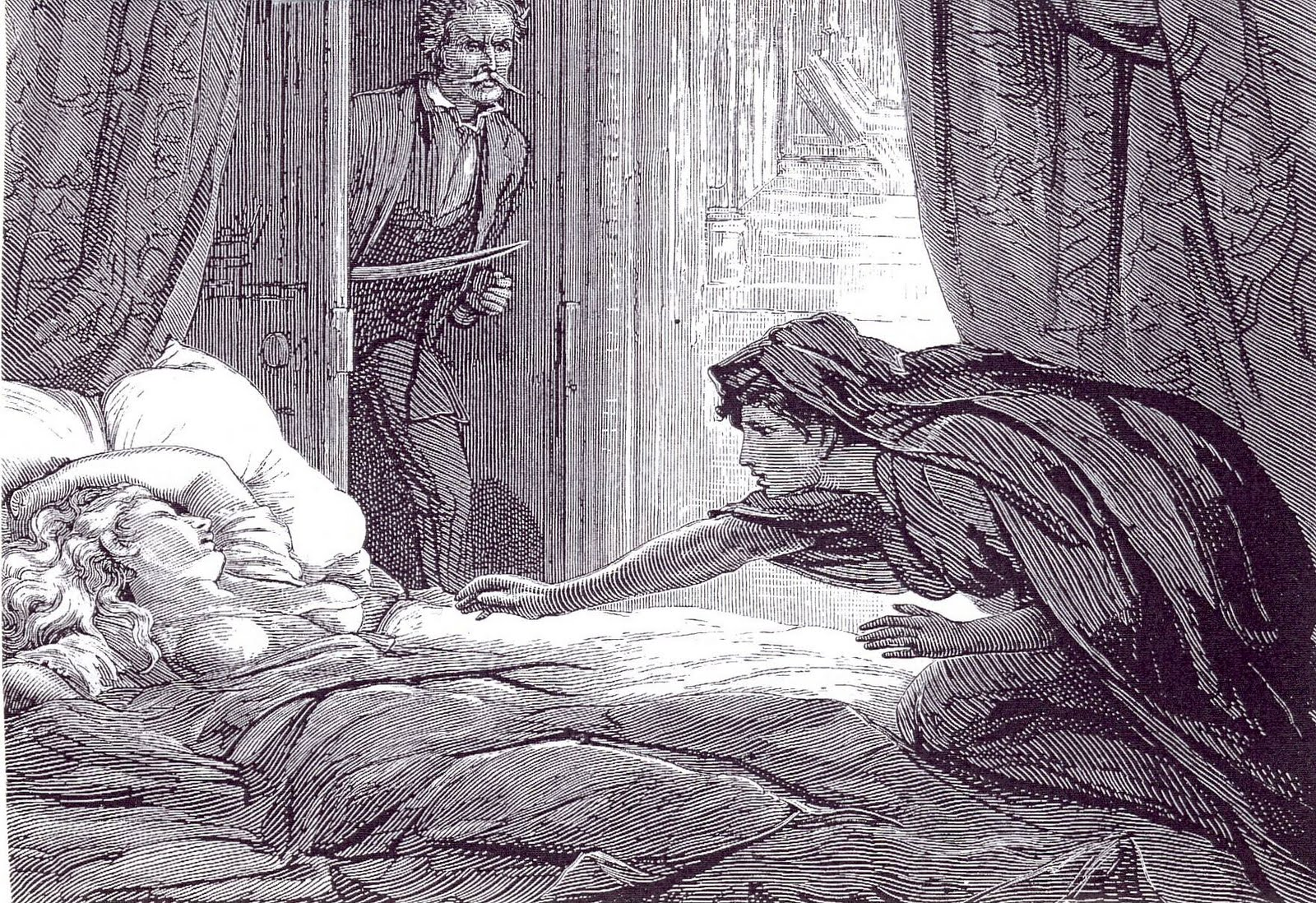
Illustrazione per Carmilla (1872)

A partire dagli stessi anni si impone il genere della ghost story, la storia di fantasmi, che ha i suoi prodromi nel romanzo gotico e nei racconti di Walter Scott (La novella di Willie il vagabondo, Il racconto dello specchio misterioso), James Hogg (Spedizione all'inferno, Il folletto delle torbiere nere) e Washington Irving (La leggenda di Sleepy Hollow, Rip van Winkle) e che raggiungerà livelli elevati nella narrativa di Charles Dickens (Il segnalatore, Racconti di Natale), Wilkie Collins (La follia dei Monkton, La donna del sogno), George Eliot (Il velo dissolto), Elizabeth Gaskell (La storia della vecchia nutrice) e soprattutto nelle opere di Joseph Sheridan Le Fanu (1814-1873). Quest'ultimo rappresenta uno dei migliori autori horror dell'Ottocento; in particolare rimane celebre il suo romanzo breve Carmilla (1871), incentrato sulla figura dell'omonima vampira. Tra le altre sue opere si ricordano i racconti Il destino di Sir Robert Ardagh (1838), Il fantasma e il conciaossa (1838), Il pittore Schalken (1851), Tè verde (1869), Il fantasma della signora Crowl (1870), Il signor giudice di giustizia Harbottle (1872) e il romanzo post-gotico Lo Zio Silas (1864).
Nella letteratura americana uno dei più degni eredi di Poe è Fitz-James O'Brien (1826-1862), considerato uno dei padri della fantascienza e più in generale del fantastico. Per quanto riguarda la letteratura del terrore, è doveroso citare il tanto lodato Che cos'era?  (1859) e L'artefice delle meraviglie (1859).
Sebbene la letteratura horror abbia il suo maggiore sviluppo nei paesi anglosassoni non bisogna mancare di citare i francesi Guy de Maupassant (1850-1893) e Auguste de Villiers de L'Isle-Adam (1838-1889). Il primo è certamente più rimarchevole, autore di racconti “macabri” e “crudeli”, tra i quali spiccano L'Horla, La mano dello scorticato, Il lupo, Il tic, La paura, Lui? . Il secondo è autore di racconti in bilico tra la satira, l'orrore e la fantascienza, i Racconti crudeli (1883) e i Nuovi racconti crudeli (1888).

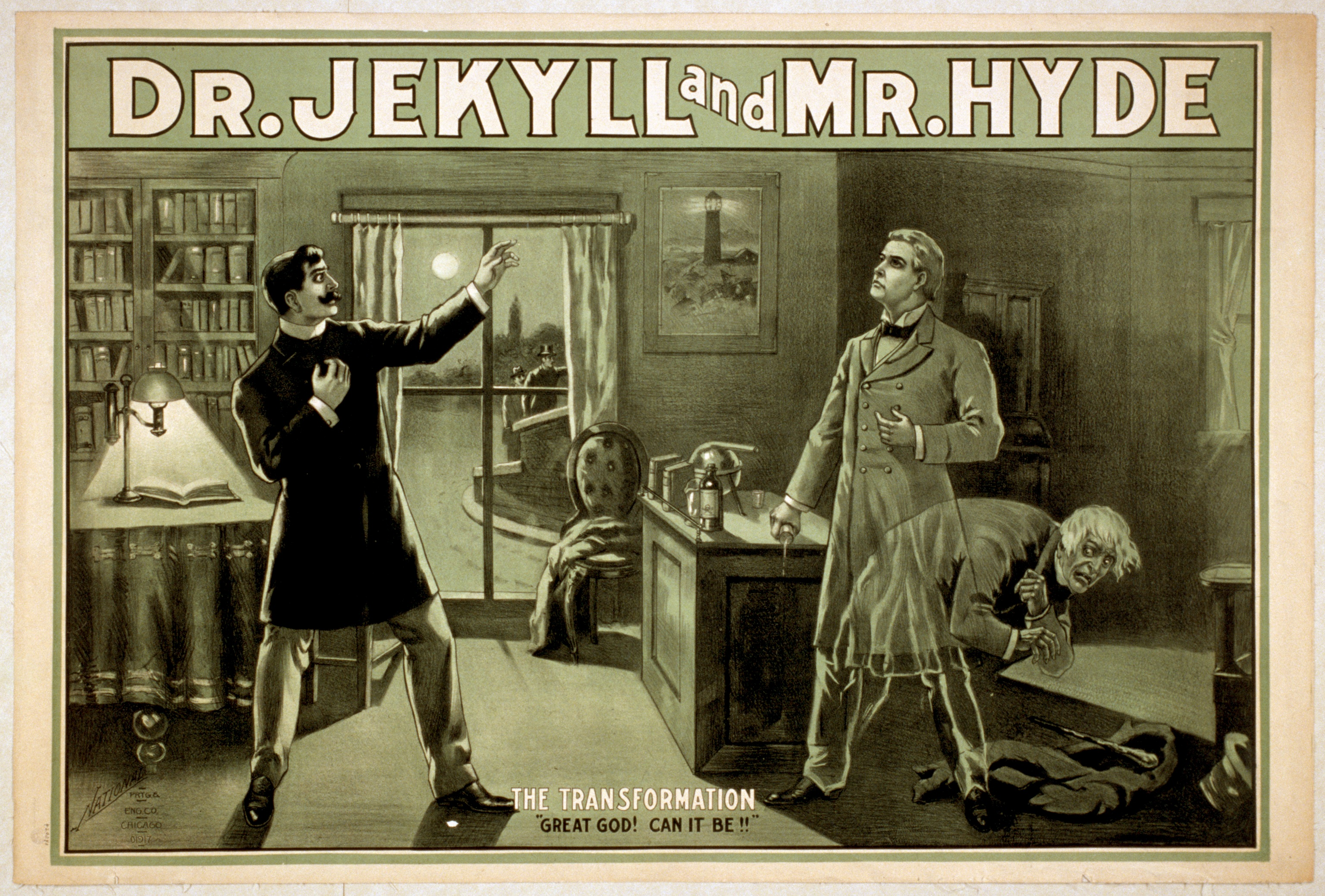
Poster de Lo strano caso del dottor Jekyll e del signor Hyde di Stevenson

Di particolare rilievo è la figura dello scozzese Robert Louis Stevenson (1850-1884), che porta verso nuove direzioni la narrativa dell'orrore. In particolare riprende il tema del doppio nel suo celeberrimo romanzo Lo strano caso del dottor Jekyll e del signor Hyde (1886) e scrive racconti originali su svariate tematiche (Il trafugatore di salme, Markheim, Janet la Storta, Olalla, Il diavolo nella bottiglia).
Un autore poco noto per i suoi racconti dell'orrore e molto conosciuto invece per i suoi romanzi gialli è Arthur Conan Doyle (1859-1930), l'inventore di Sherlock Holmes, che pur continuando a scrivere fino agli anni trenta del Novecento, è per le tematiche trattate e le forme utilizzate uno scrittore pienamente fine-ottocentesco. Tra i suoi migliori racconti horror (spesso legati all'avventura e alla fantascienza) ricordiamo L'anello di Thoth (1890) e La mummia (1892), tra i primi dedicati alla figura della mummia, e Il racconto dell'americano (1879), La scure d'argento (1883), Il terrore delle altezze (1913).
Oscar Wilde (1854-1900) è ricordato come uno dei più grandi poeti e drammaturghi della storia della letteratura inglese, ma è notissimo anche per il suo unico romanzo Il ritratto di Dorian Gray (1891), che pur non appartenendo al genere del terrore, presenta così tante caratteristiche a esso riconducibili (il doppio, il patto diabolico, il delitto) da entrare a pieno diritto nella narrativa horror.

#### I grandi maestri di fine Ottocento
È tra la fine dell'Ottocento e i primi decenni del Novecento che viene alla ribalta un nuovo gruppo di scrittori, estremamente eterogeneo, che ha contribuito in maniera sostanziale alla rivoluzione di temi e forme della narrativa horror.
Ambrose Bierce (1842-1914) è noto principalmente per aver combinato le situazioni inquietanti e spaventose dell'horror con una vena umoristico-satirica tipica di tutta la sua produzione (un tale connubio si può riscontrare nella narrativa precedente soltanto in alcuni racconti di Poe e L'Isle-Adam). Tra i suoi migliori racconti si ricordano Accadde al ponte di Owl Creek (1891), Chickamauga (1891), Il segreto del burrone di Macarger (1893), La morte di Halpin Frayser (1893), La cosa maledetta (1898).

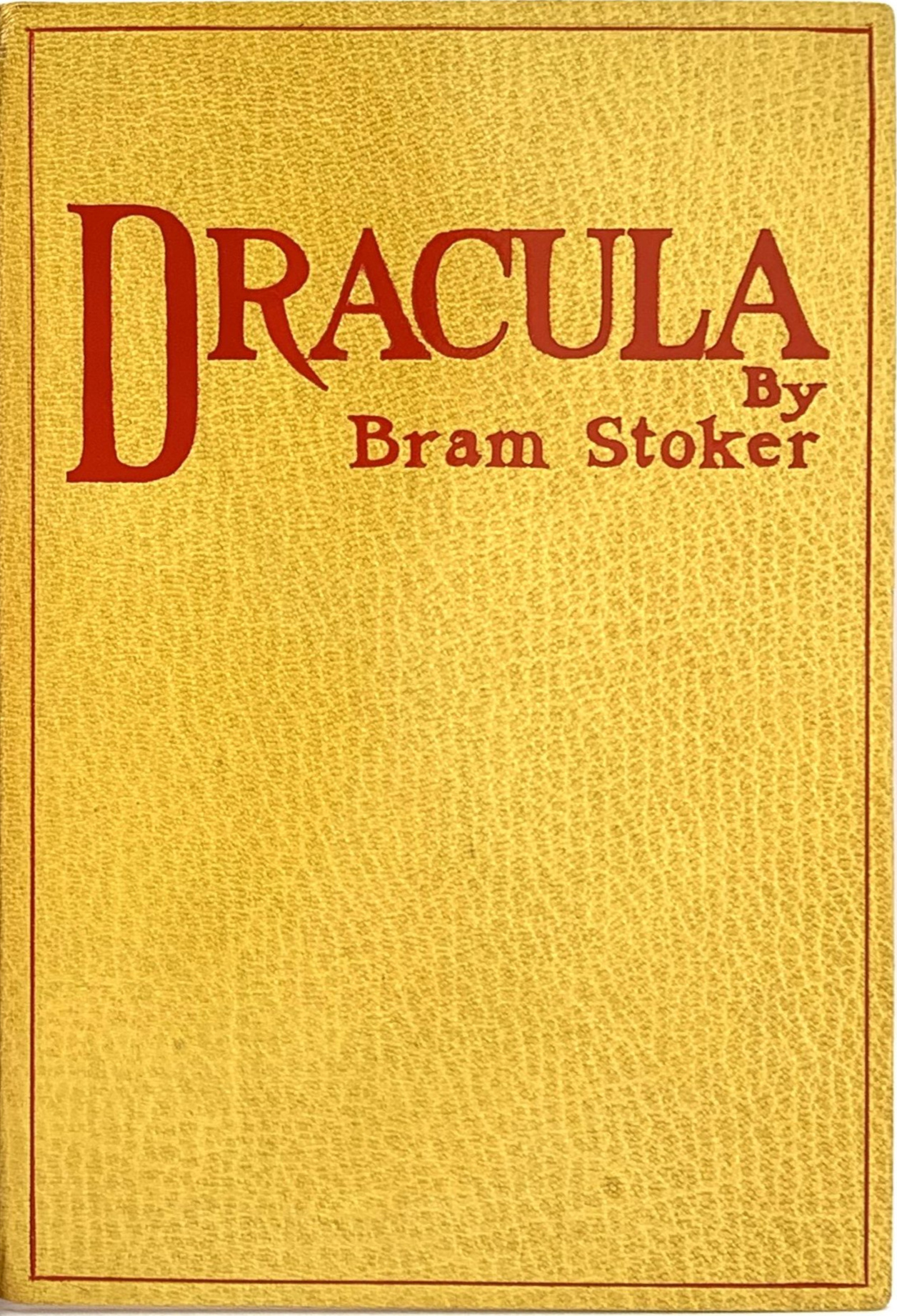
Copertina della prima edizione di Dracula

Certamente più rilevante è l'irlandese Bram Stoker (1847-1912), che con il suo Dracula  (1897) portò in auge definitivamente la figura del vampiro. Ancora oggi il romanzo, intriso sia di atmosfere gotiche che di nuovi elementi psicologici, rimane insuperato nella sua tematica. Si può dire che è con Stoker che nasce il moderno romanzo horror: sino ad allora infatti la forma prediletta per l'horror era stata il racconto o al massimo il romanzo breve. Dagli inizi del Novecento in poi il romanzo iniziò ad essere un degno sostituto del racconto e alla fine del secolo batté definitivamente la forma breve. Tra le altre opere dell'autore sono particolarmente degni di nota i romanzi Il gioiello delle sette stelle (1903), La dama del sudario (1909) e La tana del Verme Bianco (1911) e i racconti raccolti ne L'ospite di Dracula (1914).
Robert William Chambers (1865-1933) è uno dei più noti scrittori americani del fantastico e dell'orrore. La sua fama è dovuta principalmente alla raccolta Il Re Giallo (1895), nella quale sono inseriti alcuni tra i più originali racconti dell'epoca (Il segno giallo, L'aggiustareputazioni, La Demoiselle d'Ys, La maschera), che già anticipano situazioni tipiche della narrativa lovecraftiana, come il tema del libro maledetto.

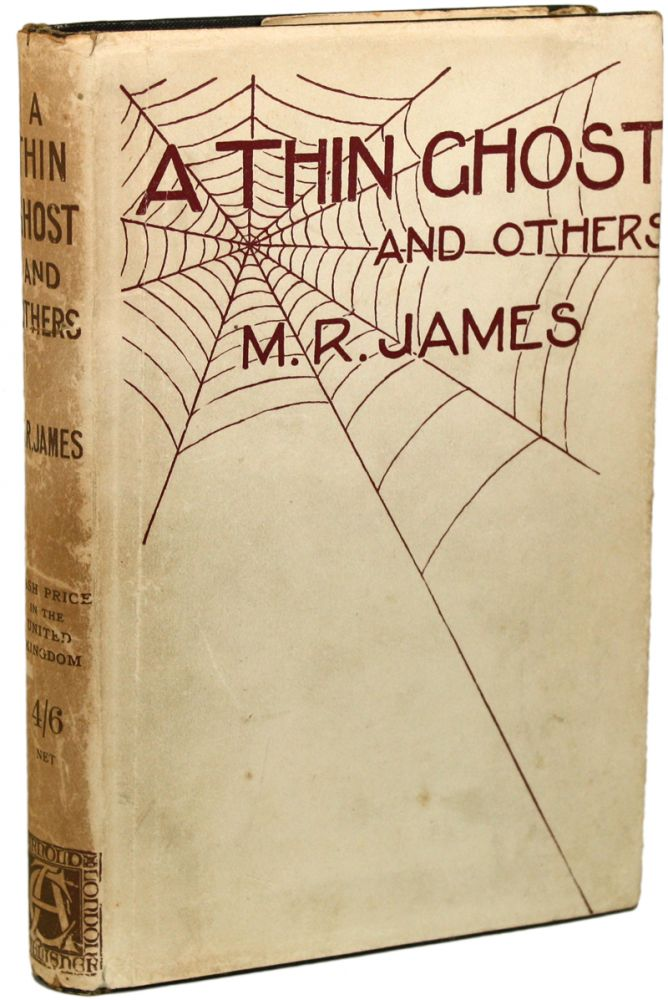
A Thin Ghost and Others di M. R. James

Henry James (1843-1916) e Montague Rhodes James (1862-1936) sono gli autori con i quali la “ghost story” classica raggiunge il suo apice letterario. Il primo è autore, oltre che di numerosissimi romanzi e racconti realistici, di una ventina di racconti di fantasmi. Tra questi, il migliore è certamente il romanzo breve Il giro di vite (1898), considerato un capolavoro all'interno del genere. Del secondo si ricordano i circa trenta racconti raccolti in The Collected Ghost Stories of M. R. James (1931), tra i quali spiccano Il conte Magnus, «Fischia e verrò da te, ragazzo mio», Il tesoro dell'abate Thomas, L'album del Canonico Alberico. Tra gli altri autori di “ghost stories” e racconti vampireschi del periodo, hanno un certo rilievo Walter de la Mare (La zia di Seaton, Il rinchiuso, Dall'abisso), Edith Wharton (Dopo, Ognissanti, Gli occhi), E. F. Benson (La stanza della torre, La signora Amworth), Oliver Onions (Il volto dipinto, La bella adescatrice, La corda fra le travi), Francis Marion Crawford (La cuccetta superiore, Il sangue della vita), Mary Wilkins Freeman (Il lotto vuoto, Il vento nel cespuglio di rose, Luella Miller).

### XX secolo

#### I grandi maestri di primo XX secolo
L'austriaco Gustav Meyrink (1868-1932) rappresenta una delle poche voci non anglosassoni nel campo della letteratura soprannaturale degli inizi del Novecento. Noto per i suoi numerosi romanzi dalle tinte esoteriche e mistiche, la sua opera più nota è certamente Il Golem (1915). Di un certo rilievo rimangono anche alcuni suoi racconti, come La morte violetta (1902), Le piante del dottor Cinderella (1905) e L'albino (1908).
Algernon Blackwood (1869-1951) è uno degli autori più singolari nel panorama della letteratura horror ed è considerato anche un precursore del fantasy. I suoi racconti d'atmosfera, basati sulla meraviglia e sul sottile terrore, si distinguono dalle altre produzioni del tempo per la cura attentissima verso il processo narrativo e l'effetto. Il suo racconto più noto è I salici (1907), considerato uno dei migliori racconti soprannaturali di tutti i tempi, ma degno di menzione è anche Il Wendigo (1910). Egli è noto altresì per aver dato inizio al sottogenere dell'“investigatore dell'occulto”, con i romanzi brevi e i racconti dedicati al detective John Silence.
Il gallese Arthur Machen (1863-1947) e l'inglese William Hope Hodgson (1877-1918) sono probabilmente le due figure più importanti della narrativa horror prima di Lovecraft. Essi infatti furono i primi ad approcciarsi ad una visione cosmica dell'orrore, inserendovi elementi mitico-fantastici (Machen) e fantascientifici (Hodgson), creature mostruose non classificabili nei vecchi “tipi” del vampiro, del fantasma, del licantropo ecc. L'opera più nota di Machen è certamente il romanzo breve Il grande dio Pan (1894), definito da Stephen King “probabilmente la migliore storia horror in lingua inglese”. Tra le altre si citano I tre impostori (1895), Il Popolo Bianco (1904) e Il terrore (1917). Il capolavoro di Hodgson è invece La casa sull'abisso (1908), che per la prima volta offre una visione dell'orrore chiaramente cosmica e che fu fonte d'ispirazione primaria per Lovecraft. Gran parte delle sue altre opere è dedicata agli orrori marini (i romanzi I pirati fantasma, Naufragio nell'ignoto e moltissimi racconti). Non si possono trascurare, infine, i suoi racconti su Carnacki, investigatore dell'occulto, e il romanzo La terra dell'eterna notte (1912), uno dei primi connubi di horror, fantasy e fantascienza.

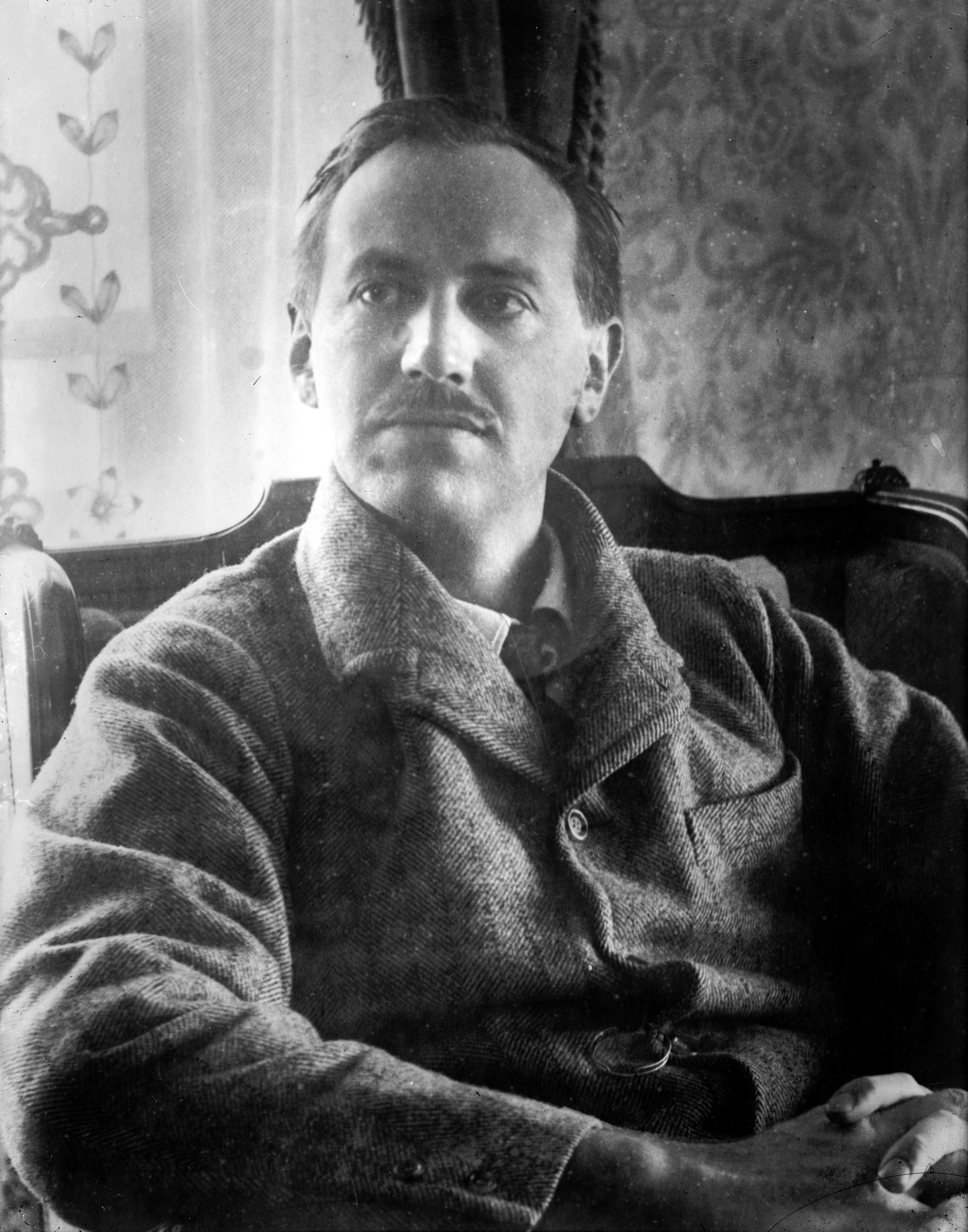
Fotografia di Edward John Moreton Drax Plunkett, XVIII barone Dunsany

Importante per la storia dell'horror, ma ancor di più per quella del fantasy è Lord Dunsany (1878-1957), la cui produzione ebbe sicuramente influssi sulla narrativa di J. R. R. Tolkien. Autore di numerosissimi racconti e drammi teatrali (si ricordano in particolare Gli dei di Pegana, Il libro delle meraviglie e La maledizione della veggente), le sue opere possono essere catalogate in quello che oggi viene definito dark fantasy: esse infatti presentano caratteristiche riconducibili sia al genere del meraviglioso che a quello horror. Peculiarità saliente delle sue opere è l'importanza rivestita dal sogno, che ha il potere di portare l'uomo in territori fantastici e mitici.
Altri scrittori della fine dell'Ottocento e dell'inizio del Novecento degni di nota per i loro romanzi e racconti del terrore sono M. P. Shiel (La nube purpurea, Xelucha), Gaston Leroux (Una storia terribile, Il museo delle cere), Saki (Sredni Vashtar, Gli intrusi, Gabriel-Ernest), W. W. Jacobs (La zampa di scimmia). Leggermente posteriore, ma legato alla tradizione del fantastico di inizio Novecento, è il belga Jean Ray (1887-1964), autore del celebre Malpertuis (1943).

#### Howard Phillips Lovecraft
Howard Phillips Lovecraft (Providence, 20 agosto 1890 – Providence, 15 marzo 1937) è certamente la figura chiave della letteratura dell'orrore moderna. Senza considerare la sua opera, non si potrebbe comprendere la seconda fortunatissima fase dell'horror, che va dai primi decenni del Novecento ad oggi. Intorno al 1910-1920, la spinta originale del macabro, del fantasma e vampiro ecc. (in poche parole dell'horror classico), era finita: i due James e Stoker l'avevano oramai portata a livelli che sarebbero stati raggiunti nuovamente soltanto negli anni cinquanta, con la ripresa della “ghost story”. Alcuni autori erano stati portati dunque a percorrere nuove strade all'interno del variegato mondo del racconto del terrore: situazioni fantascientifiche (Hodgson), creature mitico-mostruose (Machen), libri maledetti (Chambers), mondi onirici (Lord Dunsany). Ma fu solo con Lovecraft che tutti questi elementi trovarono una sintesi originale ed energica, tanto che si è arrivati a parlare di lui come del “Copernico della letteratura dell'orrore”: egli, infatti, ebbe lo straordinario merito di spostare l'attenzione dalla Terra al cosmo (con qualche anticipazione in Hodgson, come abbiamo visto) e dalla paura della morte alla paura dell'ignoto (e qui i precedenti risiedono principalmente in Machen). Se gli scrittori della generazione a cavallo tra fine Ottocento e inizio Novecento avevano per la prima volta affrontato (perlopiù in maniera velata) le terre sconosciute dell'ignoto e del cosmico, fu solo con il “solitario di Providence” (che tra l'altro ammise sempre di essere debitore nei confronti di quegli autori, oltre che ovviamente nei confronti di Poe, considerato maestro assoluto) che si compì il definitivo sovvertimento.
La narrativa di Lovecraft può essere suddivisa in tre grandi categorie (si badi che si tratta di una divisione di comodo, poiché spesso i suoi racconti presentano caratteristiche riconducibili a più di una categoria): le storie dell'orrore puro, il Ciclo dei Sogni e il Ciclo di Cthulhu (o Miti di Cthulhu).

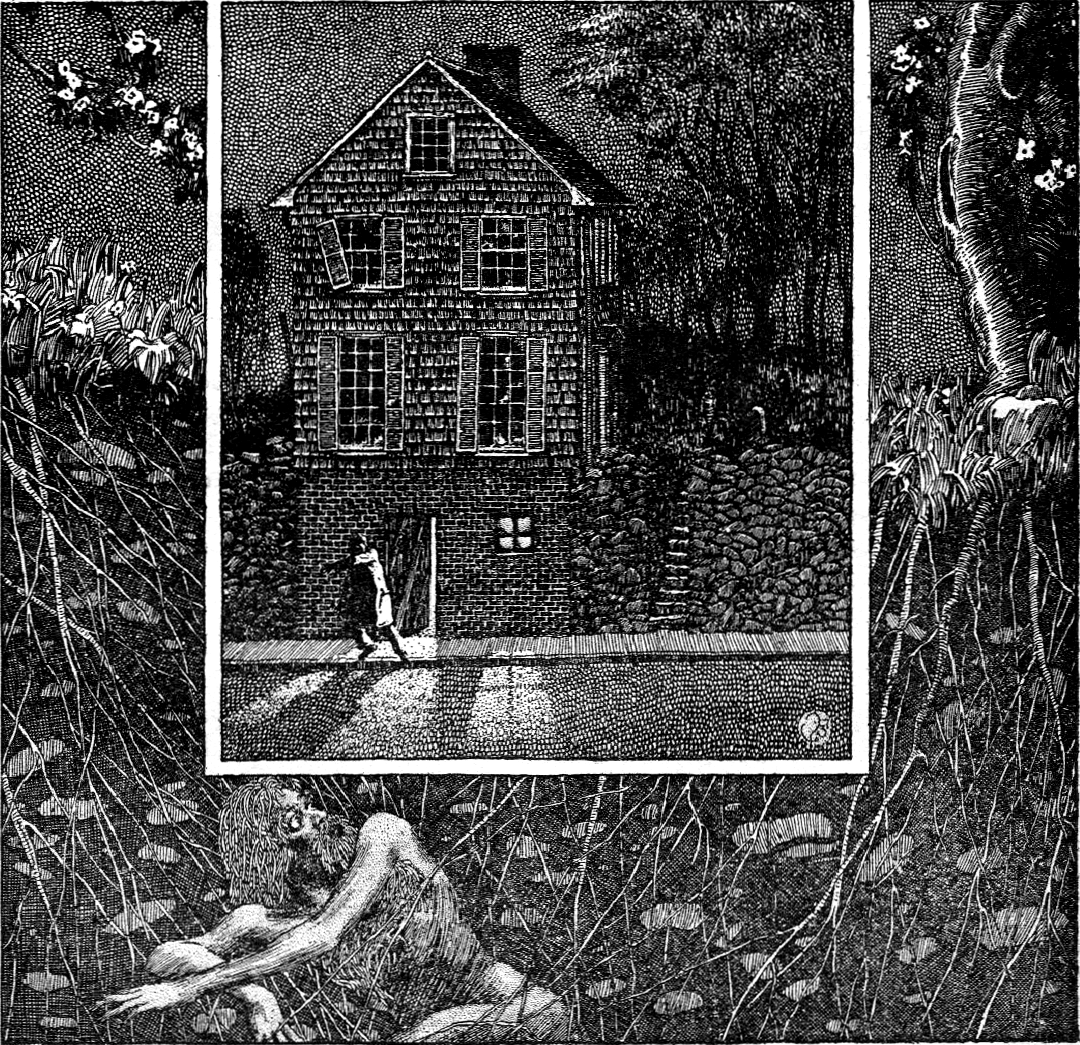
Illustrazione per il racconto La casa evitata di Lovecraft, pubblicato sul numero di Weird Tales dell'ottobre 1937

Nelle prime, prodotte maggiormente all'inizio della sua attività (1917-1925 ca.) ma anche successivamente, è evidente il modello di Poe e di tutti i grandi classici dell'orrore macabro. Esse tuttavia sono già estremamente rappresentative della poetica lovecraftiana, che abbandona del tutto vampiri, licantropi e castelli diroccati: spesso l'orrore è evocato da situazioni già note (il fantasma, il sepolcro, la resurrezione dei morti, gli orrori marini, la casa maledetta ecc.), ma è poi estrinsecato in maniera del tutto originale (si vedano La tomba, Il tempio, Herbert West, rianimatore, La casa evitata, Nella cripta). Catalogabili nella prima tipologia, ma già caratterizzate da situazioni e riferimenti originali che le proiettano verso il Ciclo di Cthulhu, sono alcuni tra i capolavori di Lovecraft: La musica di Erich Zann (1922), I ratti nei muri (1924), L'estraneo (1926), L'orrore a Red Hook (1927), Il modello di Pickman (1927).
Il Ciclo dei Sogni è invece un insieme di racconti fantasy, prodotti intorno agli anni 1919-1922 e debolmente connessi tra di loro, ispirati chiaramente all'opera di Lord Dunsany. Di tutta la produzione lovecraftiana, essi rimangono quelli meno significativi, specie in relazione al genere horror. Di particolare rilievo rimane però la saga di Randolph Carter, della quale fa parte il romanzo breve fantasy La ricerca onirica dello sconosciuto Kadath (scritto 1926-27, pubblicato postumo nel 1943), fortemente collegato ai Miti di Cthulhu.

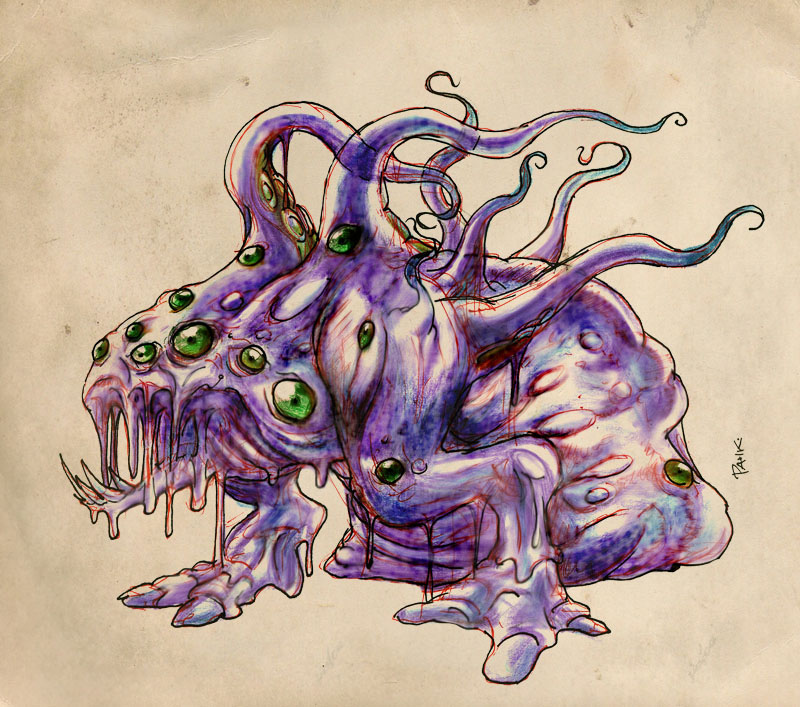
Illustrazione che rappresenta uno shoggoth, una delle creature lovecraftiane che appaiono nel Ciclo di Cthulhu

Il più grande contributo di Lovecraft alla narrativa dell'orrore è rappresentato dalla ventina di romanzi e racconti brevi, scritti tra la seconda metà degli anni venti e la morte, ai quali successivamente è stato dato il titolo collettivo di Ciclo di Cthulhu. Queste storie sono quasi sempre caratterizzate dall'incontro casuale di sventurati uomini con terribili realtà aliene, che li porteranno alla follia o alla morte, e mostrano un'evidente vena pessimistica (orrore cosmico). Il ciclo prende il nome da Cthulhu, una delle divinità mostruose che abitano il pantheon lovecraftiano, ed è caratterizzato principalmente da un'originalissima fusione di horror, fantasy e fantascienza, che raggiunge il suo apice in opere quali Il richiamo di Cthulhu (1928), Il caso di Charles Dexter Ward (scritto nel 1927, pubblicato postumo nel 1943), Il colore venuto dallo spazio (1927), L'orrore di Dunwich (1929), Colui che sussurrava nelle tenebre (1931), L'ombra su Innsmouth (1936), Alle montagne della follia (1936), L'ombra venuta dal tempo (1936), L'abitatore del buio (1936).
Le opere di Lovecraft stanno alla base di un filone della narrativa e della cinematografia horror (caratterizzato da mostri amorfi, libri maledetti, sette esoteriche e simili) che avrà un estremo successo a partire dagli anni ‘50. Alcuni autori hanno dedicato romanzi, racconti e graphic novel ai Miti di Cthulhu (August Derleth, Clark Ashton Smith, Robert Bloch, Fritz Leiber, Ramsey Campbell, Stephen King, Brian Lumley, Neil Gaiman, Alan Moore ecc.), in altri l'influsso di Lovecraft è meno evidente, ma comunque riconosciuto da loro stessi (scrittori come Clive Barker, Robert McCammon, Peter Straub, Caitlín R. Kiernan e registi quali John Carpenter e Guillermo del Toro). Per ulteriori informazioni, vedi Howard Phillips Lovecraft nella cultura di massa.
Lovecraft, infine, va ricordato quale uno dei primi studiosi critici della narrativa dell'orrore. Scrisse infatti un celebre saggio, L'orrore soprannaturale nella letteratura (1927, poi aggiornato negli anni seguenti), che può essere considerato il primo studio dedicato all'argomento.

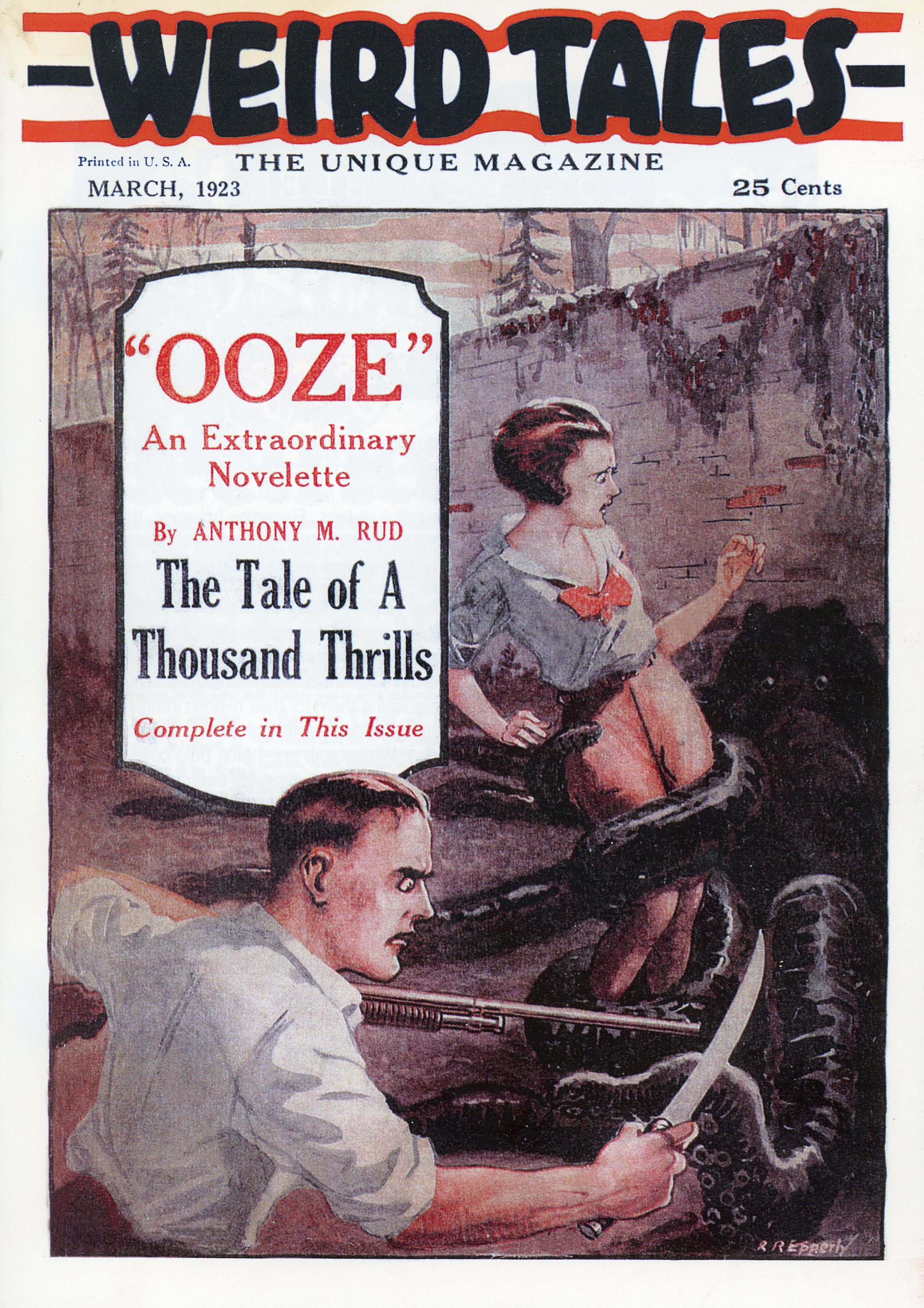
Il primo numero di Weird Tales (Marzo 1923), una delle più note riviste pulp della prima metà del Novecento

#### Le riviste pulp e l'Arkham House
I racconti di Lovecraft vennero pubblicati principalmente sulle cosiddette riviste pulp e restano il meglio di ciò che venne pubblicato su quelle pagine. Per la maggior parte, infatti, le storie pubblicate sulle pulp magazine tra gli anni ‘20 e ‘40 erano di scarso livello, stereotipiche e ripetitive. Ciò non toglie però che esse abbiano ospitato alcuni valenti scrittori o lanciato altri che entrarono poi nella grande editoria.
Dopo Lovecraft, i più grandi scrittori apparsi sulle riviste pulp sono certamente Clark Ashton Smith (1893-1961) e Robert Ervin Howard (1906-1936). Il primo fu autore di racconti prevalentemente fantasy e fantascientifici, spesso però contaminati con l'horror, riuniti poi in vari cicli (Hyperborea, Xiccarph, Averoigne ecc.), il migliore dei quali resta quello di Zothique (raccolto nel 1970 nell'antologia omonima). Il secondo invece è la figura centrale dell'heroic fantasy moderno (grazie alla creazione del personaggio di Conan il Barbaro), ma anche autore di numerosi racconti dell'orrore di indubbia qualità (I figli della notte, La cosa sul tetto, L'orrore nel tumulo, I colombi dell'inferno e altri). Anche le sue storie possono essere raggruppate in vari cicli (oltre a quello di Conan, il ciclo di Solomon Kane, quello di Faccia di Teschio, quello di Kirby Buchner ecc.). Entrambi gli autori furono corrispondenti di Lovecraft e scrissero dei racconti direttamente ispirati ai Miti di Cthulhu, tra i quali ricordiamo La vendetta dello stregone e Ubbo-Sathla di C.A. Smith e La pietra nera di R.E. Howard.

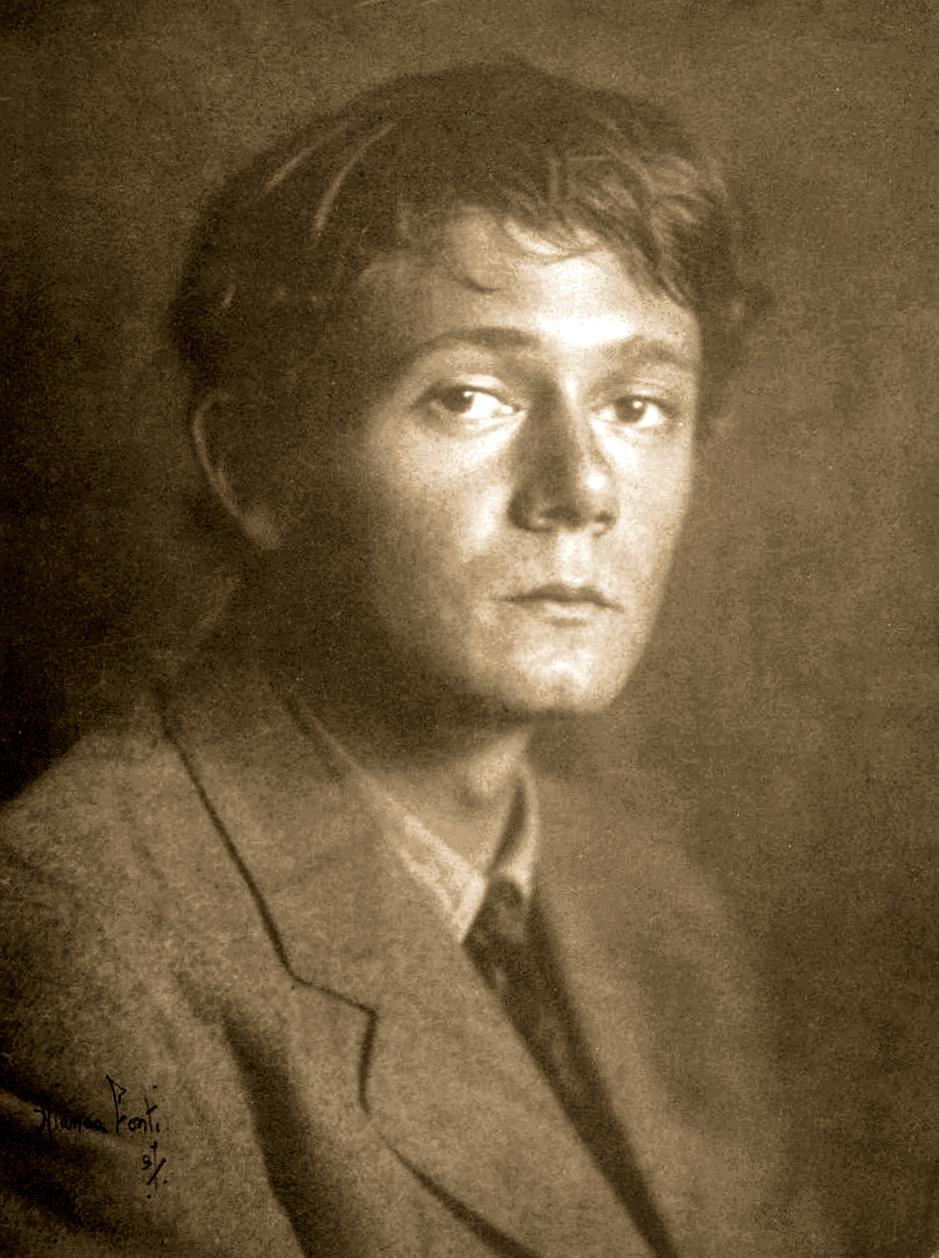
Clark Ashton Smith, una delle firme più autorevoli, insieme a Lovecraft e a Robert E. Howard, comparse sulle riviste pulp

Tra gli altri autori abbastanza noti delle riviste pulp, ricordiamo Manly Wade Wellmann, Seabury Quinn, Henry S. Whitehead, Carl Jacobi, G. G. Pendarves. Su di esse apparvero anche i primi racconti di autori come Robert Bloch, Fritz Leiber, Ray Bradbury, che diventarono in seguito i nuovi maestri della narrativa dell'orrore.
Un evento di una certa rilevanza all'interno del mondo horror fu la fondazione, da parte di August Derleth e Donald Wandrei, della Arkham House, una casa editrice dedicata a Lovecraft. Nel 1939, a due anni di distanza dalla morte dello scrittore di Providence, essa pubblicò The Outsider and Others, la prima raccolta di racconti di Lovecraft. Dagli anni quaranta essa iniziò a pubblicare raccolte di racconti e romanzi di chiara ispirazione lovecraftiana, ma anche opere weird e horror di diverso conio. La casa editrice ha il pregio di aver reso noto H.P. Lovecraft (d'altra parte, però, bisogna notare che falsò la vera natura della sua opera, in quanto Derleth alterò i Miti di Cthulhu sia tagliando parti dei racconti originali, sia stendendo nuovi racconti avulsi dal vero spirito della narrativa lovecraftiana), ma ancor di più quello di aver pubblicato le prime opere di autori che sono stati poi centrali nella narrativa dell'orrore degli ultimi cinquant'anni (il già citato Bloch, Ray Bradbury e Ramsey Campbell, solo per citarne alcuni).

#### I nuovi maestri
Gli anni quaranta-sessanta furono fondamentali nella codificazione del nuovo horror. Una parte fondamentale fu ricoperta, come abbiamo detto, dalla narrativa lovecraftiana e dalla sua pubblicizzazione ad opera della Arkham House. Ma questi furono anche gli anni della sperimentazione ad opera di un gruppo di scrittori non particolarmente vasto, che pur avendo ben presenti sia la narrativa classica dell'orrore sia le storie di Lovecraft (tranne in alcuni casi, come vedremo), approdarono a produzioni originali. Perlopiù si tratta di autori attivi non solo nel campo dell'horror, ma anche in quelli della fantascienza e del fantasy.
Fritz Leiber (1910-1992) è stato un celebre scrittore americano, noto principalmente per i suoi romanzi fantascientifici e fantasy, ma autore anche di racconti horror. Fortemente influenzato da Lovecraft, egli raggiunse ben presto una sua originale voce narrativa, che ha dato origine a veri e propri capolavori della narrativa breve del terrore (Fantasma di fumo, La ragazza dagli occhi famelici, Ali nere). Il suo principale merito è quello di aver inserito la storia dell'orrore e fantasy nelle ambientazioni urbane, intuizione che avrà estremo successo nella narrativa seguente. Ma la narrativa di Leiber non si limita al racconto breve. Nel 1943 pubblicò Ombre del male, uno dei primi dark fantasy della storia della letteratura, e nel 1977 concluse in grande stile la sua carriera di romanziere con Nostra Signora delle Tenebre, considerato da molti il suo capolavoro, sicuramente uno dei migliori romanzi fantasy e horror dell'ultimo cinquantennio. Nel 1987 fu il primo, insieme a Frank Belknap Long e Clifford D. Simak, a venir insignito del premio Bram Stoker alla carriera. Nel 1997, dopo la sua morte, è stato ritrovato e pubblicato un interessante romanzo giovanile lovecraftiano, L'esperimento di Daniel Kesserich.
In direzioni diverse si mosse la narrativa breve di Robert Aickman (1914-1981), caratterizzata da una prosa raffinata e da situazioni sottilmente inquietanti. La sua produzione è stata definita da Peter Straub “psicologica, persino psicoanalitica” e include capolavori come L'ultimo rintocco (1955), Più forte di noi (1966), Le spade (1969) e L'ospizio (1975).
Ci fu un altro autore, o meglio un'autrice, che assurse al ruolo di maestra del sovrannaturale e dell'horror psicologico, pur ignorando molto probabilmente del tutto la lezione di H. P. Lovecraft. Si parla ovviamente di Shirley Jackson (1916-1965), la cui importanza letteraria va al di là del genere analizzato. Quasi tutti coloro che si avventurarono nel territorio dell'horror tradizionale finirono per produrre delle semplici copie dei classici (con qualche eccezione, come Aickman): la Jackson riuscì invece a produrre delle opere di straordinario livello e originalità. Il suo talento narrativo apparve palese già nel racconto La lotteria, pubblicato nel 1948 e considerato uno dei capolavori della narrativa breve horror, e nel romanzo psicologico Lizzie (1954), ma raggiunse il suo apice ne L'incubo di Hill House (1959), che contende a Il giro di vite di Henry James e ai migliori racconti di M. R. James la palma di migliore “ghost story” di sempre. L'autrice pubblicò nel 1962 il suo ultimo romanzo, Abbiamo sempre vissuto nel castello, un horror non sovrannaturale.

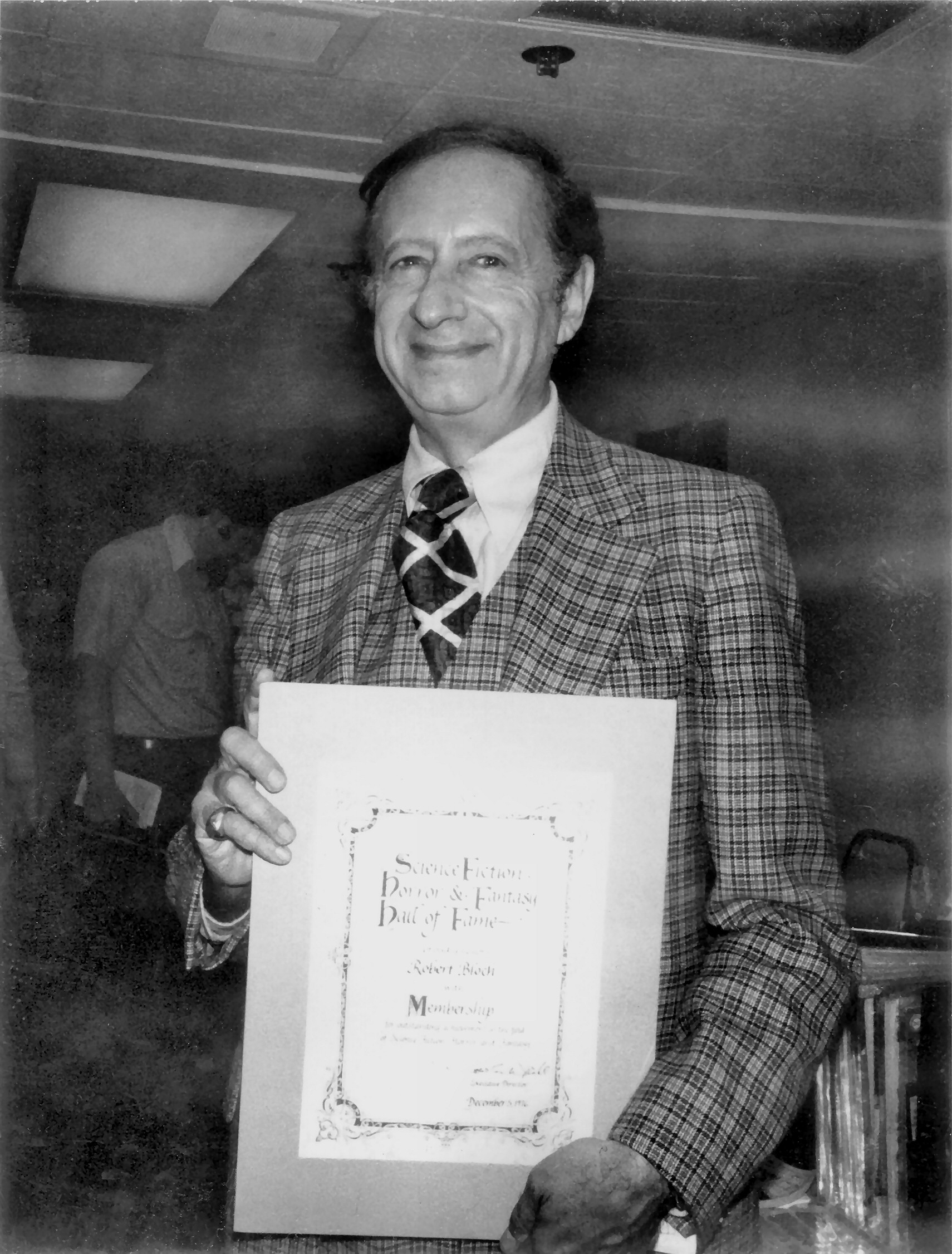
Fotografia di Robert Bloch risalente al 1976

Robert Bloch (1917-1994) è stato uno dei pilastri dell'horror psicologico contemporaneo. Dopo aver iniziato la sua carriera con la pubblicazione di un'antologia di racconti lovecraftiani precedentemente pubblicati su Weird Tales, Colui che apre la via (1945, Arkham House), si dedicò alla narrativa dell'orrore e in particolare all'horror-thriller incentrato su serial killer psicopatici. Il suo primo romanzo, La sciarpa (1947), è già un autentico capolavoro del genere, ma il suo più gran successo è sicuramente Psycho (1959), dal quale Alfred Hitchcock trasse l'omonima trasposizione cinematografica. Al filone dell'horror psicologico appartengono anche molti romanzi degli anni seguenti (Il regno della notte, Gotico americano, Jack lo Squartatore) e alcuni racconti (il più celebre dei quali è Sinceramente tuo, Jack lo Squartatore, nel quale la storia criminale è unita al sovrannaturale), ma Bloch si dedicò a tutti i sottogeneri dell'horror, firmando opere lovecraftiane (L'ira di Cthulhu), ghost stories (L'incubo di Lori) ecc. Vinse un Premio Bram Stoker alla raccolta narrativa (The Early Fears), un Premio Bram Stoker al racconto lungo (The Scent of Vinegar), un Premio Bram Stoker al saggio (Once Around the Bloch) e, nel 1989, il premio Bram Stoker alla carriera.
Ray Bradbury (1920-2012) è certamente il più noto, dopo Asimov, degli autori di fantascienza degli anni cinquanta (celebri i suoi Cronache marziane e Fahrenheit 451), ma è stato anche un valentissimo scrittore dell'orrore. Prediligendo la forma del racconto, ha prodotto un numero smisurato di brevi storie, riunite in varie raccolte, tra le quali si ricorda Paese d'ottobre (1955). Del 1962 è il romanzo Il popolo dell'autunno, un interessante romanzo breve fantasy-horror, considerato un piccolo capolavoro. Vinse un Premio Bram Stoker alla raccolta narrativa (Tangerine) e nel 1988, insieme a Ronald Chetwynd-Hayes, il premio Bram Stoker alla carriera.
Richard Matheson (1926-2013) è lo scrittore centrale nel campo dell'horror popolare degli anni cinquanta e '60. Iniziata la carriera sulle pagine delle riviste pulp, scrisse agli inizi degli anni cinquanta due romanzi noir e venne lanciato definitivamente da Io sono leggenda (1954), un noto romanzo apocalittico che impiega in maniera del tutto originale la figura del vampiro e che apre nello stesso tempo la strada al filone degli zombie. Seguono altri romanzi, come Tre millimetri al giorno (1956), al confine con la fantascienza, Io sono Helen Driscoll (1958), una “ghost story” reinventata, La casa d'inferno (1971), sul tema della casa maledetta. Ancor più originali sono i suoi racconti, raccolti poi nelle antologie Shock 1 (1961), Shock 2 (1964), Shock 3 (1966), Shock 4 (1970), Incubo a seimila metri (2004), Duel e altri racconti (2005). Vinse un Premio Bram Stoker alla raccolta narrativa (Richard Matheson: Collected Stories) e nel 1990, insieme a Hugh B. Cave, il premio Bram Stoker alla carriera.
Gli anni esaminati furono abbastanza densi di narrativa horror, scritti perlopiù da autori di fantascienza, tra i quali basti menzionare Theodore Sturgeon (La cosa, Killdozer!, Qualche goccia del tuo sangue), Jack Williamson (Il figlio della notte), Harlan Ellison (Non ho bocca, e devo urlare), Charles Beaumont (The Hunger and Other Stories, Yonder), Philip K. Dick (Qualcosa per noi temponauti), Thomas Disch (Scarafaggi, La costa asiatica, Il taumaturgo), Colin Wilson (I parassiti della mente, I vampiri dello spazio).

#### Il boom
Dopo l'apparire di autori quali Robert Bloch e Richard Matheson, l'horror si sviluppò in maniera straordinaria, ritornando però, dopo i fantascientifici anni ‘50 e ‘60, a situazioni più tradizionali. Oltre ai grandi scrittori dei decenni precedenti, furono essenzialmente tre gli autori artefici di quello che è noto come “boom” dell'horror. Furono loro infatti a rilanciare il “brand”, ad attirare un pubblico molto più vasto ed eterogeneo rispetto a quello delle riviste pulp e a permettere negli anni seguenti un enorme dilagare di narrativa horror (di qualità oscillante).
Il primo di questi autori è Ira Levin (1929-2007), che nel 1967 pubblicò un celebre romanzo, Rosemary's Baby, che portò alla ribalta il tema della possessione demoniaca e degli influssi satanici (già riscontrabile in alcuni romanzi di bassa lega pubblicati da Dennis Wheatley nei decenni precedenti e in un interessante romanzo di Ray Russell del 1963, I due esorcisti). L'omonima trasposizione cinematografica di Roman Polański è forse più nota del romanzo stesso. Nel 1996 fu insignito, insieme a F.J. Ackerman, del Premio Bram Stoker alla carriera.
Ancor più centrale per l'horror di stampo demoniaco fu William Peter Blatty (1928-2017), autore del celebre romanzo L'esorcista (1971), che narra della possessione demoniaca della giovanissima Regan MacNeil da parte di un demone. Ancora una volta il film da esso tratto, prodotto e sceneggiato dallo stesso Blatty, è più conosciuto del romanzo stesso. Nel 1997 vinse, insieme a Jack Williamson, il Premio Bram Stoker alla carriera.
Ricordiamo infine l'attore e scrittore Tom Tryon (1926-1991), autore de L'altro (1971) e de La festa del raccolto (1973), che, insieme alle due opere citate in precedenza, sono i primi lavori di horror ad inserirsi nel solco della narrativa popolare. Senza di loro è impossibile comprendere il successo di autori successivi come Stephen King, James Herbert, Clive Barker e altri.

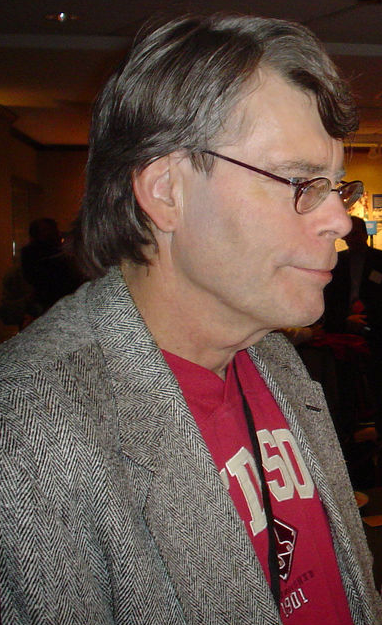
Fotografia di Stephen King (2005)

#### Stephen King
Negli anni settanta, dopo l'“accensione della miccia” da parte di romanzi come Rosemary's Baby, L'esorcista e L'altro, uno sterminato numero di autori iniziò a pubblicare romanzi dell'orrore. Il racconto breve, al contrario, subì una sorta di deflazione, che lo ha portato quasi a scomparire ai nostri giorni. Dopo la breve epoca del romanzo gotico, era stata la narrativa breve a rappresentare il mezzo privilegiato dell'horror, per oltre un secolo e mezzo: ora vi era un ritorno alla forma lunga, più adatta al mercato.
Di tutti gli autori lanciati in quegli anni, il più conosciuto è certamente Stephen Edwin King (Portland, 21 settembre 1947 –vivente), che ha superato i confini dell'horror ed è in breve diventato uno degli autori americani più popolari al mondo. Dalla pubblicazione di Carrie nel 1974, i suoi bestseller sono stati sempre tra i romanzi più letti dal pubblico. Certamente King è uno dei più straordinari narratori dell'ultimo cinquantennio: la sua prosa priva di fronzoli si inserisce nel solco della grande narrativa americana realistica (sebbene i giudizi dei critici sulla sua scrittura siano molto eterogenei). Così non è per le tematiche da lui trattate, che sono quasi sempre fantastiche.
Con King l'horror raggiunge il suo massimo splendore popolare. Nei suoi romanzi sono trattati i più svariati temi della narrativa dell'orrore: il vampiro (Le notti di Salem), il morto vivente (Pet Sematary), la presenza (Mucchio d'ossa), il licantropo (Unico indizio la luna piena), i poteri misteriosi e terribili (Carrie, La zona morta, L'incendiaria), la macchina infernale (Christine, Buick 8), l'animale impazzito (Cujo), lo psicopatico (Misery), il doppio (La metà oscura), la creatura extraterrestre (Le creature del buio, L'acchiappasogni), i miti lovecraftiani (Revival) e molti altri. Ha scritto anche romanzi di diverso genere, catalogabili nel thriller (Colorado Kid), nell'hard boiled (Mr. Mercedes, Chi perde paga, Fine turno), nel fantasy (Il talismano, Gli occhi del drago), nella fantascienza (The Dome, 22/11/'63), nella distopia (La lunga marcia, L'uomo in fuga) e nel drammatico/fantastico (Il miglio verde). Si ricordano inoltre i romanzi dedicati alle donne e alla violenza domestica (Il gioco di Gerald, Dolores Claiborne, Rose Madder, La storia di Lisey).
Egli raggiunge il suo massimo letterario sostanzialmente in tre romanzi: Shining (1977), che è uno dei più bei libri sul tema della casa maledetta, L'ombra dello scorpione (1978, poi ripubblicato nel 1990 nell'edizione completa), un dark fantasy postapocalittico di dimensioni epiche, e soprattutto It (1986), la storia di un gruppo di ragazzini (e poi adulti) e del loro scontro con l'omonima creatura. Quest'ultimo romanzo in particolare, rappresenta la summa dei temi della letteratura kinghiana.
I romanzi di King sono caratterizzati da una straordinaria abilità nel tratteggiare i personaggi, la loro psicologia e le loro situazioni familiari e sociali, e da una certa tendenza a riunificare le varie storie in un unico universo fantastico, grazie a numerosissime citazioni e rimandi interni. Ciò avviene soprattutto con la saga fantasy/horror/fantascientifica La Torre Nera (1982-2012), che rappresenta, per sua stessa ammissione, “la madre di tutte le mie storie”, ricollegandosi direttamente o indirettamente, con situazioni e personaggi, a gran parte della sua narrativa (principalmente a Le notti di Salem, L'ombra dello scorpione, Gli occhi del drago, It, Insomnia e La casa del buio).
L'autore americano ha anche il merito di non aver abbandonato la forma del racconto e del romanzo breve, nella quale si destreggia sempre con abilità. Di particolare qualità rimangono le sue prime raccolte di racconti, A volte ritornano (1978) e Scheletri (1985), e le sue prime raccolte di romanzi brevi, Stagioni diverse (1982) e Quattro dopo mezzanotte (1990). Tra quelle più recenti si segnala la pluripremiata Notte buia, niente stelle (2010).
Stephen King ha vinto tredici Premi Bram Stoker: sei al romanzo (Misery, Il miglio verde, Mucchio d'ossa, La storia di Lisey, Duma Key, Doctor Sleep), tre alla raccolta narrativa (Quattro dopo mezzanotte, Al crepuscolo, Notte buia, niente stelle), uno al racconto lungo (Pranzo al «Gotham Café»), uno al racconto (Herman Wouk è ancora vivo), uno al saggio (On Writing: Autobiografia di un mestiere) e quello alla carriera nel 2002.

### XXI secolo

#### L'horror contemporaneo britannico
Negli anni settanta, in parallelo al successo del giovane Stephen King, si sviluppa il successo di altri scrittori dell'orrore, soprattutto nel Regno Unito e in America.
Il più grande degli scrittori horror britannici contemporanei è certamente Ramsey Campbell (1946-vivente), che a detta del critico S.T. Joshi "può essere considerato insieme a Poe, Lovecraft, Blackwood e Dunsany uno dei più grandi scrittori weird della storia della letteratura". Iniziata la carriera con la pubblicazione di una raccolta di racconti lovecraftiani, The Inhabitants of the Lake and Less Welcome Tenants (Arkham House, 1964), raggiunge il successo e l'autonomia letteraria con la raccolta di racconti Demons by Daylight (Arkham House, 1973) e con il suo primo romanzo, La bambola che divorò sua madre (1976), che rimane ancora oggi tra le sue opere migliori. Tra gli altri suoi capolavori si ricordano i romanzi La faccia che deve morire (1979, ripubblicato incensurato nel 1983), incentrato su un serial killer psicopatico, Luna affamata (1986), una storia di druidi e presenze malefiche, La casa a Nazareth Hill (1996), che contende a L'incubo di Hill House e a Shining il titolo di migliore romanzo sul tema della casa maledetta, e The Grin of the Dark (2007), le raccolte di racconti Il sesso della morte (1987) e Incubi & Risvegli (1991) e il romanzo breve L'ultima rivelazione di Gla'aki (2013), che segna il suo ritorno alle tematiche lovecraftiane. Le sue opere sono caratterizzate da una prosa elevata e da uno straordinario gusto per l'atmosfera, che le rendono stilisticamente superiori alle opere di tutti gli altri autori degli ultimi anni. Ha vinto un Premio Bram Stoker alla raccolta narrativa (Alone with the Horrors: The Great Short Fiction of Ramsey Campbell 1961-1991), un Premio Bram Stoker al saggio (Ramsey Campbell Probably: Essays on Horror and Sundry Fantasies) e il Premio Bram Stoker alla carriera, insieme a Roger Corman, nel 1998.

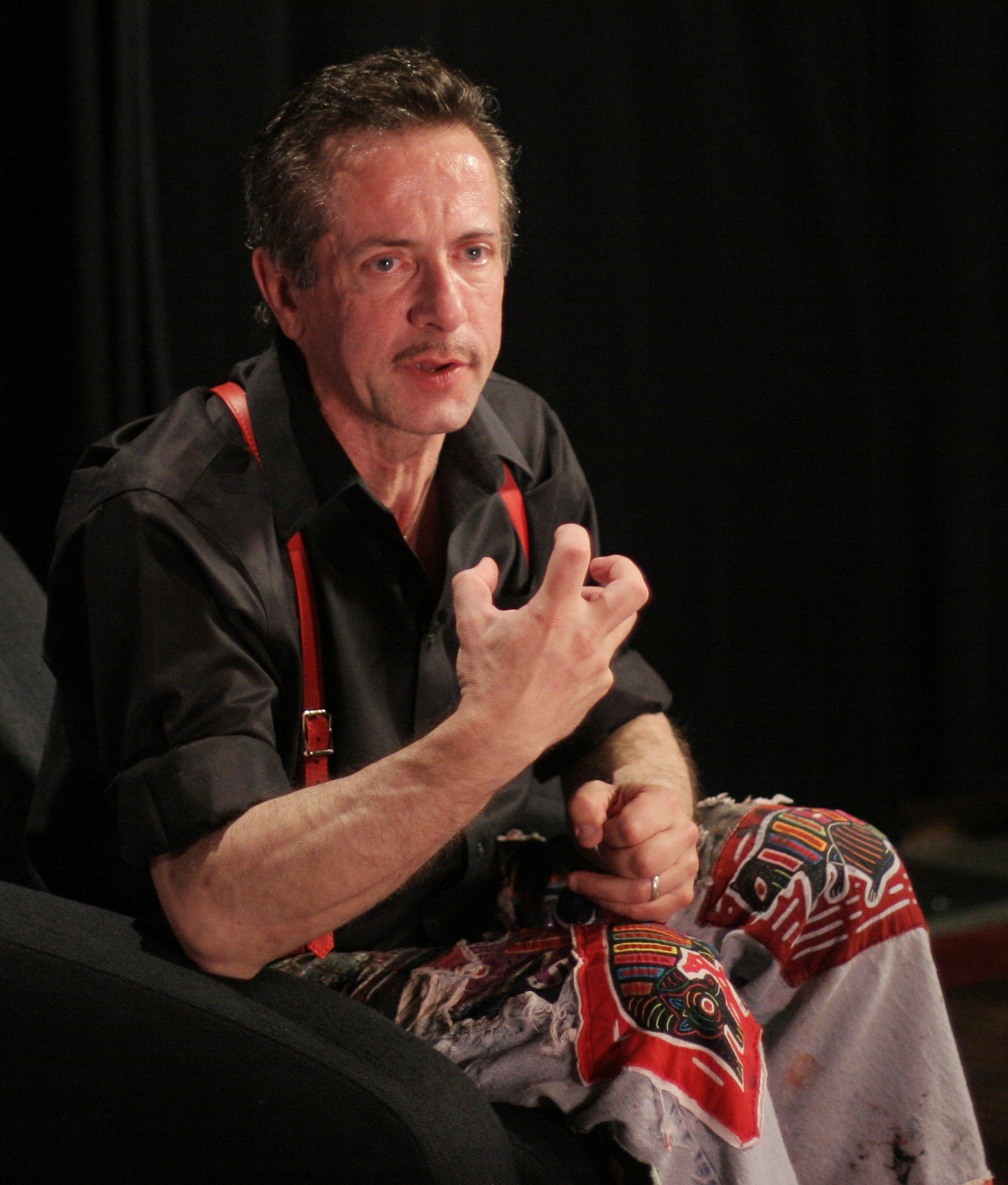
Fotografia di Clive Barker (2007)

L'altro grande maestro della narrativa horror contemporanea nel Regno Unito è lo scrittore, regista e artista Clive Barker (1952-vivente), vicino per temi e forme al movimento splatterpunk, caratterizzato da scene crude ed esplicite. A differenza che in altri scrittori, però, in Barker tale crudezza assume un velo poetico, che rende le sue storie le migliori nel panorama dell'horror internazionale. I suoi capolavori rimangono i sei Libri di sangue (1984-85, pubblicati in Italia con i titoli Infernalia, Ectoplasm, Sudario, Creature, Visions, Monsters), che contengono eccezionali racconti horror sovrannaturali e psicologici, i romanzi Gioco dannato (1985) e Cabal  (1988) e il romanzo breve Schiavi dell'inferno (1986), da cui egli stesso ha tratto il film cult Hellraiser (1987). Le opere successive sono perlopiù ascrivibili al genere fantasy e sono di livello inferiore alle precedenti (con qualche eccezione: rimangono molto interessanti Il mondo in un tappeto, Apocalypse, Imagica, La casa delle vacanze e la serie di Abarat). Negli ultimi anni è ritornato all'horror con Jakabok. Il demone del libro (2007) e Vangeli di sangue (2015). Ha vinto un Premio Bram Stoker per il miglior romanzo per ragazzi (Abarat. Giorni di magia, notti di guerra) e il Premio Bram Stoker alla carriera nel 2012.
Tra gli altri autori britannici si ricordano Angela Carter (La camera di sangue), James Herbert (I topi, Nebbia), Brian Lumley (Necroscope, La saga di Titus Crow) e Graham Masterton (Il Manitou).

#### L'horror contemporaneo in America
Negli Stati Uniti il successo dell'horror è stato decisamente maggiore che in Gran Bretagna.
Anne Rice (1941-2021) è spesso ricordata come scrittrice horror, ma si ritiene che i suoi romanzi non siano pienamente appartenenti al genere, in quanto privilegiano scene e situazioni tipici della narrativa mainstream e sentimentale. In ogni caso, Intervista col vampiro (1978) è uno dei migliori romanzi sul tema del vampirismo e tratta la tematica in un modo del tutto innovativo. Altri romanzi del periodo che affrontano in maniera originale la figura del vampiro sono Hotel Transilvania (1978) di Chelsea Quinn Yarbro, The Hunger (1981) di Whitley Streiber e Il battello del delirio (1982) di George R. R. Martin. Sia Anne Rice che Chelsea Quinn Yarbro sono state insignite, rispettivamente nel 2003 e nel 2008, del Premio Stoker alla carriera.

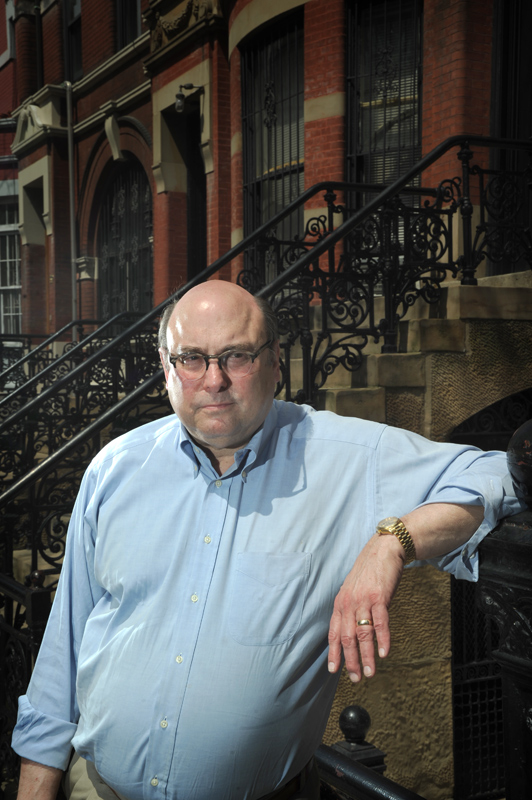
Fotografia di Peter Straub

Uno dei grandi scrittori horror è Peter Straub (1943-2022), che nella sua carriera ha privilegiato tre sottogeneri in particolare: la storia sovrannaturale neogotica, il dark fantasy e il thriller psicologico. Alla prima categoria appartengono i suoi primi romanzi (Julia, Patto di sangue) e soprattutto il suo capolavoro, Ghost Story (1979), che rielabora molte delle tipiche tematiche horror in una maniera del tutto originale. Della seconda ricordiamo Shadowland (1980) e Il drago del male (1983). Della terza hanno particolare rilievo la Blue Rose Trilogy (Koko, Mystery e The Throath) e La cosa oscura (2010). Si segnalano anche i due romanzi scritti in collaborazione con Stephen King, Il talismano (1984) e La casa del buio (2001). Straub ha vinto cinque Premi Bram Stoker al romanzo (The Throat, Mr. X, Lost Boy, Lost Girl, In the Night Room, La cosa oscura), due Premi Bram Stoker al racconto lungo (Mr. Clubb and Mr. Cuff, La ballata di Ballard e Sandrine), un Premio Bram Stoker alla raccolta narrativa (Magic Terror: Seven Tales) e il Premio Bram Stoker alla carriera nel 2005.
Un altro valentissimo autore è T. E. D. Klein (1947-vivente), poco prolifico ma eccezionalmente abile nel creare la suspense e il terrore, oltre che nella ricerca stilistica. Egli ha scritto soltanto una decina tra racconti e romanzi brevi (i quattro più noti sono raccolti ne Gli dei delle tenebre), un romanzo (Cerimonia di sangue) e la sceneggiatura del film Trauma di Dario Argento, ma tutti questi lavori dimostrano un autentico talento, non riscontrabile in molti altri autori.
Più popolare è invece Dan Simmons (1948-vivente), maestro non solo nel campo dell'horror, ma anche e soprattutto in quello della fantascienza (i suoi Canti di Hyperion sono ritenuti tra le migliori opere fantascientifiche degli ultimi anni). I suoi maggior successi nella narrativa dell'orrore sono Danza macabra (1989), un originale e lungo romanzo sul tema dei vampiri, L'estate della paura  (1991), un romanzo horror di formazione, e L'inverno della paura  (2002), sequel del precedente. Simmons è noto anche per aver "inventato" un nuovo sottogenere dell'horror, quello storico: il più celebre esempio è certamente rappresentato da The Terror (2007), incentrato sulla vera storia della tragica spedizione perduta di Franklin, ma vanno ricordati anche Drood (2009), Black Hills (2010) e Everest. Alba di sangue (2013). Ha vinto un Premio Bram Stoker al romanzo (Danza macabra), un Premio Bram Stoker alla raccolta narrativa (Prayers to Broken Stones), un Premio Bram Stoker al racconto (This Year's Class Picture) e un Premio Bram Stoker al romanzo breve (Morire a Bangkok).

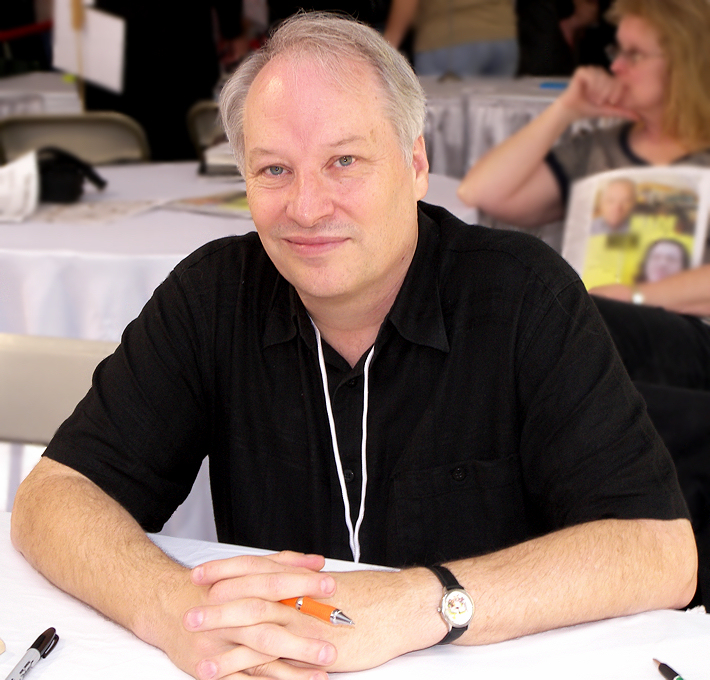
Fotografia di Joe R. Lansdale (2007)

Joe R. Lansdale (1952-vivente) è uno degli scrittori più originali della narrativa americana contemporanea. Autore di romanzi thriller, noir, western, umoristici, fantascientifici e drammatici, è anche noto per i suoi romanzi e racconti dell'orrore, caratterizzati da originalissimi e improbabili fusioni di fantascienza, splatter e satira. Si ricordano in particolare Il drive-in (1988) e i suoi due seguiti, Il giorno dei dinosauri  (1989) e La notte del drive-in 3. La gita per turisti  (2005). Ha vinto cinque Premi Bram Stoker al racconto lungo (Nel lontano deserto delle Cadillac con il popolo dei morti, The Events Concerning a Nude Fold-Out Found in a Harlequin Romance, La grande burrasca, L'estate della rabbia, Fishing for Dinosaurs), due Premi Bram Stoker al racconto (La notte che si persero il film dell'orrore, The Folding Man) e, nel 2011, il Premio Bram Stoker alla carriera.
Robert McCammon (1952-vivente) è un autore che si inserisce tipicamente nella grande produzione di best seller del mercato moderno: ha scritto romanzi più che racconti e non sembra curare particolarmente la forma. Ma a differenza di gran parte della narrativa di questo tipo, ha una sua voce narrativa personale e scrive delle storie originali. In particolare bisogna citare i romanzi La maledizione degli Usher (1984), chiaramente ispirato a La caduta della casa degli Usher di Poe, Tenebre (1987), un romanzo postapocalittico, Mary Terror (1990), uno straordinario horror psicologico, e Il ventre del lago (1991), una storia di formazione sul modello di It e L'estate della paura. Ha vinto tre Premi Bram Stoker al romanzo (Tenebre, Mary Terror, Il ventre del lago), due Premi Bram Stoker al racconto (The Deep End, Mangiami) e, nel 2012, il Premio Bram Stoker alla carriera.
La figura di Thomas Ligotti (1953-) è una delle più misteriose della letteratura contemporanea. Misantropo e pessimista, si tiene lontano dai circuiti del successo, ma è ritenuto da molti (in primis da Nic Pizzolatto, produttore della serie True Detective), uno dei maestri della prosa moderna e il degno erede letterario di Edgar Allan Poe e H. P. Lovecraft. I suoi racconti, tra i quali spiccano quelli raccolti ne I canti di un sognatore morto (1989) e Lo scriba macabro (1991), sono fini horror filosofici, scritti in uno stile ricercato e dai toni fortemente pessimistici. Ha vinto due Premi Bram Stoker al racconto lungo (The Red Tower, My Work Is Not Yet Done) e un Premio Bram Stoker alla raccolta narrativa (The Nightmare Factory).
Si ricordano anche alcuni scrittori che hanno prodotto una o due opere degne di note, ma in genere inferiori alle precedenti: Karl Edward Wagner (I graticci di legno, Lacune), David Seltzer (Il presagio), Richard Laymon (La casa della bestia, L'isola), Dean Koontz (Mostri), Charles L. Grant (I morti di Oxrun Station), F. Paul Wilson (La fortezza), Dennis Etchison (The Dark Country), John Saul (Gioco crudele), John Farris (Fury), Joanne Fluke (Video Kill), Jack Ketchum (La ragazza della porta accanto).

#### Sviluppi recenti

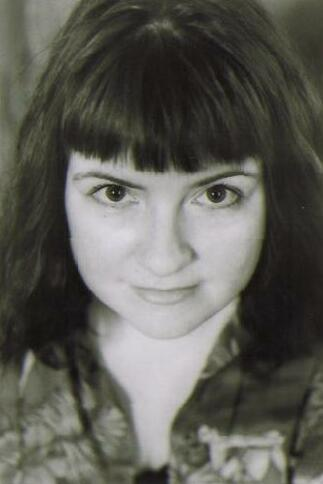
Billy Martin, conosciuto come Poppy Z. Brite, autore di narrativa splatter

La principale corrente del nuovo horror è lo splatter, che ha le sue origini nelle opere di alcuni autori degli anni ottanta (Lansdale, Barker, George R.R. Martin, Douglas E. Winter, Paul S. Sammon e altri) e caratterizzata da scene particolarmente violente e tematiche forti (cannibalismo, incesto, stupro ecc.). Alcuni racconti di questi autori vennero raccolti nel 1990 in un'antologia dal titolo Splatter Punk, che rappresenta l'inizio ufficiale della “scuola”. Il suo massimo sviluppo avviene in autori quali Poppy Z. Brite (Lost Souls, Disegni di sangue, Cadaveri squisiti), Richard Christian Matheson (Created By), John Skipp e Craig Spector (In fondo al tunnel), che mostrano in molti casi un valido talento narrativo. Esiti ancor più crudi sono raggiunti dal cosiddetto "horror hardcore", i cui principali esponenti sono Charlee Jacob (The Symbiotic Fascination, I giorni della bestia) ed Edward Lee (The Bighead).
In direzioni del tutto diverse va la narrativa dello scrittore e fumettista Neil Gaiman (1960-vivente), autore di romanzi, racconti e fumetti fantasy e dark fantasy di elevata qualità, caratterizzati da trame originali e situazioni meravigliose o sottilmente inquietanti. In particolare si ricordano la serie di fumetti Sandman (1989-1996), il romanzo American Gods (2001), vincitore del premio Bram Stoker al romanzo, e le raccolte Cose fragili (2006) e Il cimitero senza lapidi e altre storie nere (2007).
Tra gli autori del nuovo millennio hanno una particolare rilevanza lo svedese John Ajvide Lindqvist (1968-vivente), che ha ripreso le classiche tematiche dell'horror rielaborandole in maniera originalissima in romanzi come Lasciami entrare (2004), L'estate dei morti viventi (2005), Il porto degli spiriti (2008) ecc., Joe Hill (1972-vivente), figlio di Stephen King, autore di racconti (Ghosts) e romanzi (La vendetta del diavolo, NOS4A2) di indubbia qualità, Brian Keene (I vermi conquistatori), Tim Curran (Cannibel Corpse, M/C, Nightcrawlers), Laird Barron (The Imago Sequence and Other Stories, La cerimonia), Jonathan Maberry (Ghost Road Blues), Sarah Langan (The Missing, Audrey's Door), Simon Strantzas (Soli carbonizzati), Adam Neville (The Ritual), Lidia LLewellyn (Fornace), Nicole Cushing (Mister Suicidio). Tra gli autori horror non anglosassoni si ricordano in particolare il giapponese Kōji Suzuki, autore del celebre Ring (1991), la francese Anne-Sylvie Salzman (Lacerazioni), lo svedese Anders Fager (Culti svedesi).

## Archetipi della letteraturahorror
Nel corso dei decenni, la narrativa horror è venuta a caratterizzarsi mediante figure archetipiche e ricorrenti:
- il fantasma, strumento attraverso cui vengono alimentate la paura per l'oltretomba, il dolore per la perdita dei propri cari, il desiderio di ritrovarli e di entrare in contatto con loro, sia pure in un contesto assolutamente impalpabile e dalle conseguenze non prevedibili. Presente in molti racconti della classicità, la figura del fantasma, o spirito inquieto, o poltergeist trova alcune delle sue prime espressioni letterarie significative nell'Amleto di William Shakespeare, nel racconto satirico Il fantasma di Canterville di Oscar Wilde. Nel Novecento su questo tema vengono scritte, tra le altre, opere particolarmente significative, come Il giro di vite (1898) di Henry James, L'incubo di Hill House (1959) di Shirley Jackson, L'altro (1972) di Thomas Tryon o Shining (1977) di Stephen King;
- il vampiro, che incarna la figura del "predatore", di chi esercita sulle proprie vittime una forma di predominio violento, che sottopone a schiavitù morale e fisica il debole e il pavido, ma che è anche un simbolo perverso dell'aggressività sessuale e della seduzione più morbosa. I capostipiti letterari di questo archetipo horror sono Il Vampiro (1819) di John Polidori e Dracula (1897) di Bram Stoker. In tutta la prima metà del Novecento, il vampiro ha trovato grande fortuna nel cinema, per poi essere riscoperto anche a livello letterario in opere significative come Io sono leggenda (1954) di Richard Matheson, Le notti di Salem (1975) di Stephen King, Intervista con il vampiro (1976) di Anne Rice, capostipite quest'ultimo di una lunga saga letteraria. Nel primo decennio del 2000 la figura del vampiro torna al centro dell'attenzione letteraria e mediatica, con particolare popolarità tra i giovani, grazie alla saga iniziata con il romanzo Twilight (appartenente al genere fantasy) di Stephenie Meyer e ad un'opera di inconsueta verosimiglianza come Lasciami entrare dello svedese John Ajvide Lindqvist: in entrambe queste opere, tuttavia, il vampiro diventa un personaggio positivo, capace di instaurare radicate relazioni sentimentali con normali esseri umani. Sono in qualche modo riconducibili all'archetipo del vampiro anche altre due tipologie ricorrenti di personaggi orrorifici:
- il demone, che anche in questo caso simboleggia una forma di predominio aggressivo, ingiusto, vorace e distruttivo, spesso perpetrato a danno di persone deboli ed innocenti (molte volte si tratta di donne, o di bambini e comunque di persone molto giovani, e pertanto più vulnerabili). Presente in tutte le principali tradizioni religiose, tanto pagane quanto monoteiste, il demone letterario trova un importante antesignano nel Lucifero dell'opera teatrale La tragica storia del Dottor Faust di Christopher Marlowe (e nelle numerose varianti del tema della tentazione demoniaca che sono state prodotte nei secoli a seguire). A questo archetipo si rifanno anche le vicende relative ai fenomeni di possessione diabolica, che traggono spunto da episodi biblici ed hanno avuto particolare successo nella seconda metà del Novecento, con la pubblicazione di romanzi divenuti celebri come Rosemary's Baby (1967) di Ira Levin, L'esorcista (1971) di William Peter Blatty, Il presagio (1975) di David Seltzer, tutte opere che rispecchiano una sorta di reazione ai tentativi di affrancamento della società moderna dalla pressione degli imperativi etici legati alla fede religiosa;
- lo stregone e lo scienziato pazzo. Pur essendo raramente causa principale ed immediata di orrore, l'archetipo dello stregone o dello scienziato è l'artefice delle situazioni paurose in cui si sviluppano molte trame dei romanzi di questo genere. Esso simboleggia la tracotanza della conoscenza, il fallimento del presunto dominio del sapere e delle arti. L'associazione tra stregone e paura alimenta la diffidenza dell'uomo comune per chi è ritenuto detentore di segreti ineffabili ed inarrivabili. Discendente diretto delle temute streghe che venivano arse sui roghi dalla Santa Inquisizione medievale per annullare gli effetti dei loro malefici, ma anche del leggendario Merlino del ciclo arturiano, come si è detto lo stregone della letteratura horror riveste ruoli analoghi a quelli del vampiro (nelle lingue mitteleuropee il termine strigoi individua entrambi). Lo scienziato pazzo trova l'esempio letterario più celebre nel medesimo dottor Frankenstein del capolavoro di Mary Shelley.
- il licantropo o lupo mannaro, simbolo sia di instabilità psicologica (non a caso soggetto, come molti malati di mente, all'influsso delle fasi lunari), sia dell'incontrollabile dominio delle pulsioni e degli istinti ferini, mai del tutto sopiti nell'uomo, che in molti casi prendono quindi il sopravvento sulla mente razionale. È figura leggendaria presente, come il vampiro, in tutte le culture umane, anche le più primitive. Sebbene sia presente nella letteratura (essendo, tra l'altro, una delle possibili incarnazioni fisiche del vampiro) il lupo mannaro è una figura dell'horror che ha finora avuto miglior fortuna soprattutto al cinema. Tra i più noti romanzi dedicati al tema della licantropia si ricordano La Maledizione Eterna (1922) di Jessie Douglas Kerruish, Il figlio della notte (1948) di Jack Williamson, Wolfen (1978) di Whitley Strieber e Unico indizio la luna piena (1983) di Stephen King. Una variante letteraria del lupo mannaro è il mutevole e duplice personaggio al centro del romanzo Lo strano caso del dottor Jekyll e del signor Hyde (1886) di Robert Louis Stevenson.
- il mostro o creatura informe, dalla morfologia animalesca oppure "mutaforma", può essere il prodotto di esperimenti scientifici, della ribellione della natura o di influssi extraterrestri, oppure è l'abitatore di recessi ancora non conosciuti del mondo reale. In questa tipologia di archetipo ricorrente dell'horror, il cui capostipite sono senza dubbio il Golem della tradizione ebraica mitteleuropea (che compare nell'omonimo romanzo di Gustav Meyrink) ed il "mostro" di Frankenstein di Mary Shelley possono rientrare anche la mummia (Il gioiello delle sette stelle di Bram Stoker, La mummia di Arthur Conan Doyle, La mummia di Anne Rice), Mr. Hyde, lo yeti (Everest. Alba di sangue di Dan Simmons), l'alieno (i racconti di H. P. Lovecraft, It e L'acchiappasogni di Stephen King, L'invasione di Robert McCammon), il mostro della palude, l'animale preistorico, e così via.
- lo zombie, ovvero il morto vivente; anche questo personaggio si ricollega alla leggenda del vampiro, ma in epoca più recente lo zombie ha assunto un'identità propria ed è diventato più specificamente un corpo umano privo di mente, mosso da incontenibili istinti cannibaleschi, capace di suscitare particolari reazioni di ripulsa proprio perché, come simulacro vivente di un uomo privo dell'anima e della ragione, esso rappresenta una morbosa e grottesca dissacrazione del culto per i defunti, presente in modo trasversale in tutte le tradizioni e religioni umane. Proprio per questo è ricorrente nelle storie che riguardano gli zombie l'attacco da parte di persone care, tornate alla vita in questa versione inebetita e dissennata, parodia grottesca dell'essere vivente. Lo zombie viene introdotto, nell'era moderna, dal romanziere statunitense Richard Matheson: l'umanità mutante descritta nella sua opera seminale Io sono leggenda (1954) prende le mosse dal vampiro, ma con varianti tali da ispirare, alcuni anni dopo la sua pubblicazione, la realizzazione del film La notte dei morti viventi (1968) di George A. Romero, dove l'archetipo dello zombie trova la sua configurazione definitiva e ancora attuale.

## Letteratura dell'orrore in Italia
In Italia si registrano episodiche escursioni in questo genere da parte di autori solo raramente interessati alla narrativa fantastica, come Luigi Pirandello, Mario Soldati. Più rilevante rimane l'importanza di scrittori dedicatisi specificamente al genere fantastico, come Dino Buzzati (Sette piani, Eppure battono alla porta, Paura alla Scala, Qualcosa era successo, I topi, Non aspettavano altro) e Tommaso Landolfi (Il racconto del lupo mannaro, Ombre, Il Mar delle Blatte, Il babbo di Kafka).
Tra gli scrittori contemporanei, si sono dedicati con prevalenza al genere horror autori come Eraldo Baldini (Gotico Rurale, Bambini, ragni e altri predatori), Valerio Evangelisti (con i romanzi dei cicli dedicati all'inquisitore Nicolas Eymerich e a Nostradamus, che si collocano ai margini tra il romanzo storico, la fantascienza e l'horror), Gianfranco Nerozzi (Il cerchio muto), Alda Teodorani, definita in diversi paesi "la regina dell'horror" (Giù, nel delirio, Belve, Snake il vampiro della città morta), Nicola Lombardi (La cisterna), Paolo Di Orazio (Nero metafisico, Putridarium).